# Heinrich Vogeler
Heinrich Vogeler (Bremen, 12 de diciembre de 1872 - Kolchos Budjonny, cerca de Karaganda, Kazajistán, 14 de junio de 1942) fue un polifacético artista alemán (pintor, arquitecto, escritor, pedagogo, etc.) identificado principalmente con el Modernismo.

## Evolución

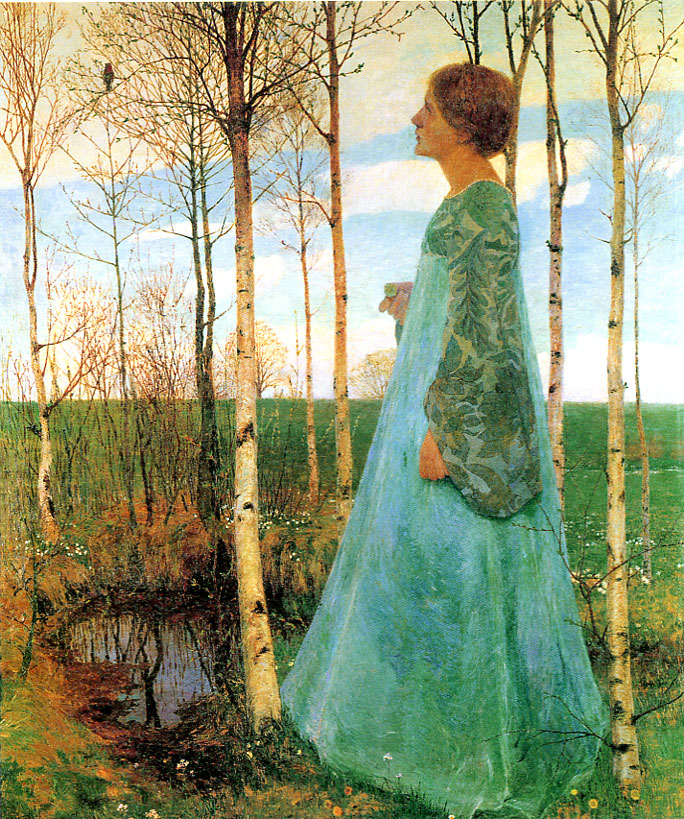
Heinrich Vogeler, Primavera, 1897

Hijo de un comerciante y una campesina, Heinrich fue el segundo en una familia numerosa de clase media de Bremen. Tras convencer a su padre, estudió en la Academia de Arte de Düsseldor. La muerte de su padre y el reparto de su herencia le permitió construir según cánones de un floreciente art nouveau la mansión y jardines de la Barkenhoff, tras unirse en 1894 a la colonia de artistas de Worpswede.
Entre 1904 y 1905 Vogeler diseñó la nueva "Cámara de Oro" (salón municipal) del Ayuntamiento de Bremen. En 1907 amplió la Barkenhoff y diseñó la estación ferroviaria de Worpswede (hoy un restaurante decorado con muebles y objetos diseñados por él). En el mismo año Vogeler fue cofundador de la Werkbund alemana.
En 1914 se alistó como voluntario en la Primera Guerra Mundial. El resultado fue un compromiso de ideología pacifista radical y un giro artístico hacia el expresionismo. De regreso en Worpswede, desarrolló, entre otros proyectos artístico-sociales un jardín de infancia solidario en la Barkenhoff.
En 1923 hizo su primer viaje a la Unión Soviética en compañía de la que sería su segunda esposa, la polaca Sonja Marchlewska, hija del fundador de Socorro Rojo Internacional, organismo para el que Vogeler trabajó con asiduidad. Tras las elecciones al Reichstag, el 5 de marzo de 1933, y el triunfo arrollador del partido nazi, Vogeler, que era un idealista utópico y políticamente se consideraba socialista, se vio obligado a emigrar. Murió en la URSS, en el verano de 1942, en el hospital de Budenny en la región de Karaganda.

## Juventud

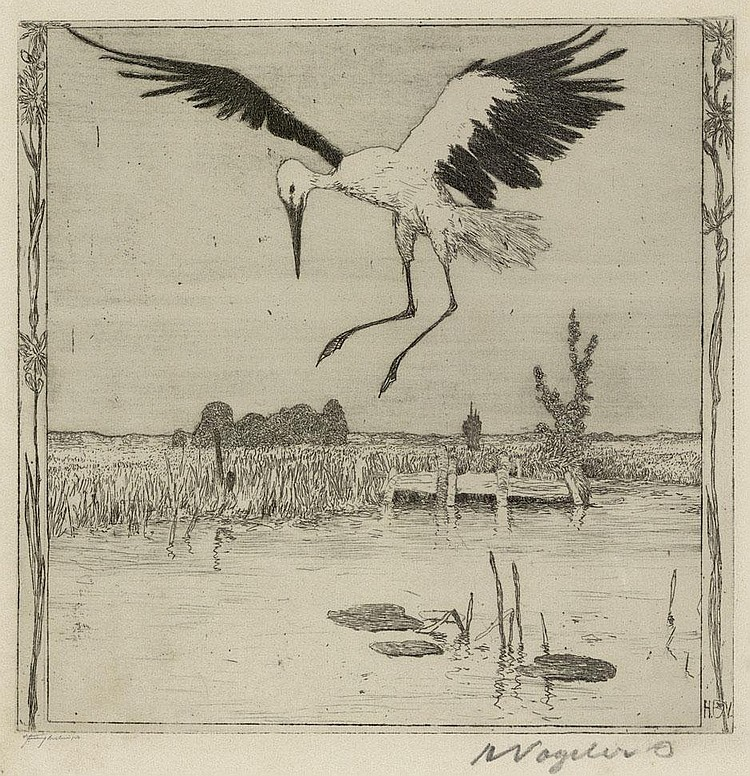
Heinrich Vogeler - Cigüeña sobre el estanque, 1899, aguafuerte

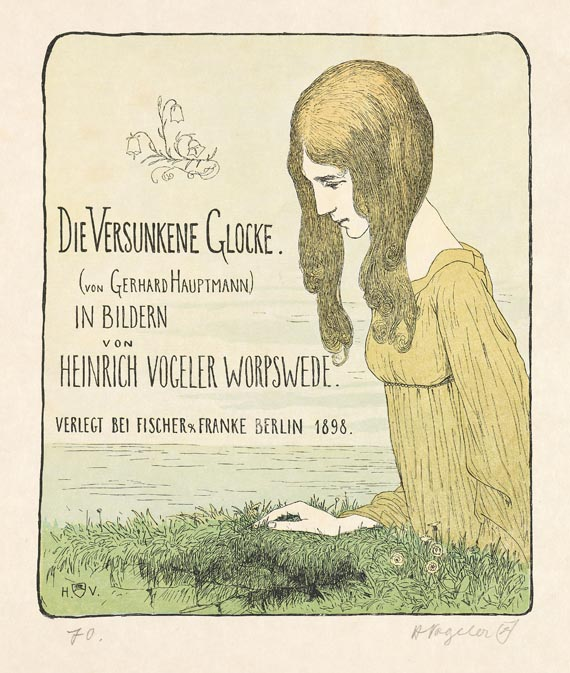
Heinrich Vogeler Die versunkene Glocke Titel 1898 - Gerhart Hauptmann: La campana hundida, 1898

Vogeler fue el segundo de los siete hijos del mayorista de ferretería Carl Eduard Vogeler y su esposa Marie Louise, de soltera Förster, en una familia de clase media en Bremen. El primero y el tercer hijo murieron prematuramente, por lo que Heinrich, como el mayor, se hizo cargo del negocio del padre. Se graduó de la escuela y se suponía que comenzaría un aprendizaje en una casa comercial de Bremen. Sin embargo, Vogeler pudo convencer a su padre para que le permitiera estudiar en la academia de arte de Düsseldorf, lo que correspondía a sus inclinaciones artísticas. Vogeler comenzó a estudiar en Düsseldorf como estudiante de arte en 1890 y se convirtió en aprendiz en la academia de arte en febrero de 1892. En septiembre de 1892 interrumpió sus estudios, entre otras cosas por un conflicto con su maestro Johann Peter Theodor Janssen. No estaba de acuerdo con sus métodos de enseñanza, se mantuvo alejado de las conferencias de historia del arte y recibió una reprimenda del profesor de la academia. En la primavera de 1893 regresó a la Academia y completó sus estudios en el semestre de invierno de 1894/1895. Durante sus estudios se convirtió en miembro de la asociación de estudiantes de pintura Tartarus y allí se llamó Mining, en honor a un personaje de una novela de Fritz Reuter. Este apodo le acompañaría durante toda su vida. El padre de Vogeler murió en el otoño de 1894, se vendió el negocio familiar y su herencia inicialmente permitió a Heinrich Vogeler llevar una vida artística sin preocupaciones. Después de sus estudios (1890-1894/95), interrumpidos por viajes a Holanda, Brujas, Génova, Rapallo y París, se unió a los pintores Fritz Mackensen, Hans am Ende, Otto Modersohn, Fritz Overbeck y Carl Vinnen en la colonia de artistas de Worpswede en 1894. Hans am Ende lo introdujo en la técnica del grabado. Las exposiciones conjuntas en el Palacio de Cristal de Múnich en 1895 y 1896 dieron a conocer al grupo de pintores de Worpswede en todo el país y les valieron numerosos premios.

## Comienzos

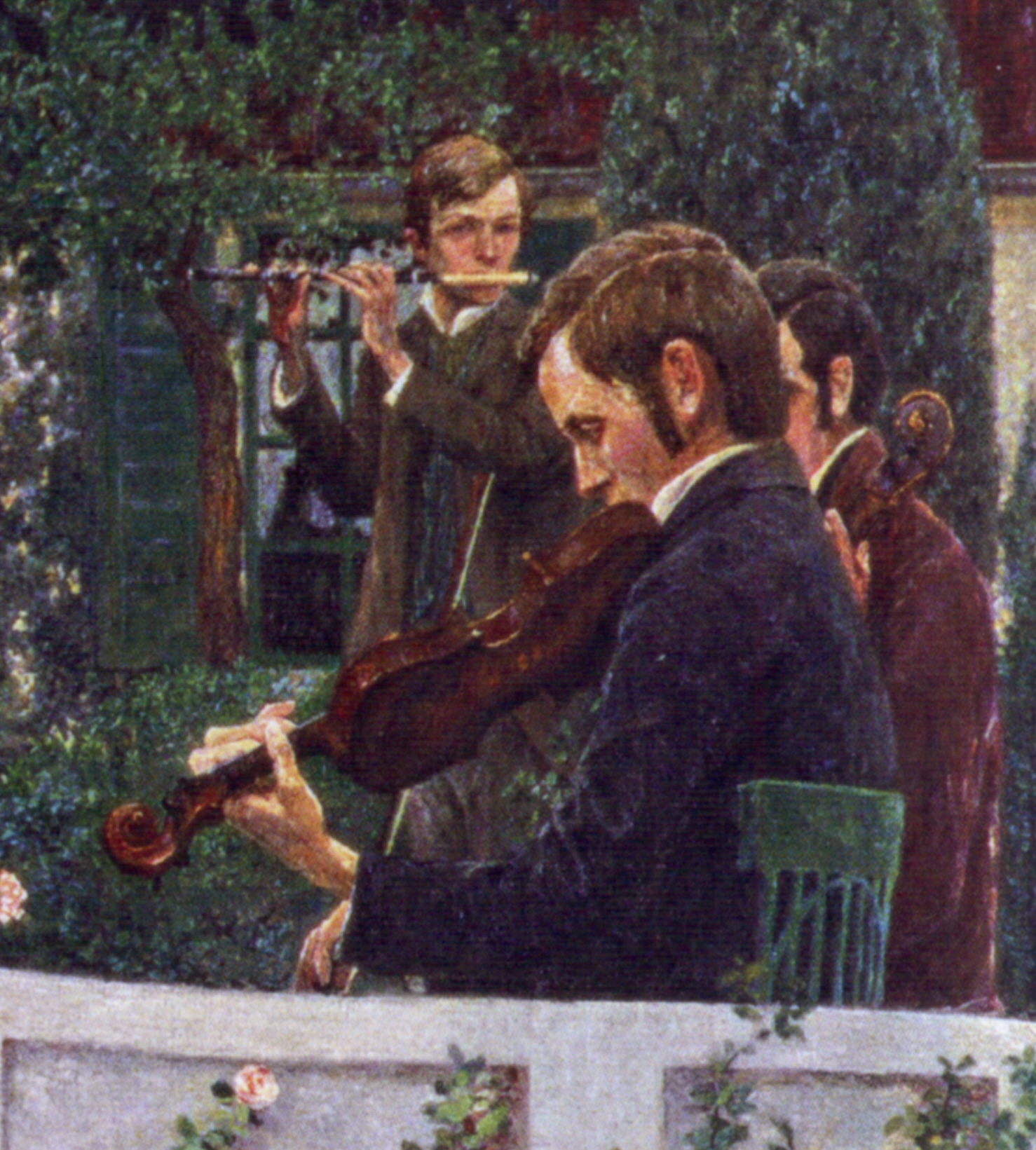
Heinrich Vogeler - Gran Espectáculo de Arte Worpswede; Detalle: Franz Vogeler (hermano del pintor), Martin Schröder (cuñado del pintor) y, escondido, Heinrich Vogeler tocando música 1905

La pintura temprana de Vogeler ocupó una posición especial, es prerrafaelita y se encuentra en la tradición del grupo de pintores ingleses en torno a Dante Gabriel Rossetti y Edward Burne-Jones. Contrariamente a la opinión académica, este grupo buscó inspiración en la pintura italiana del siglo XV y luego influyó en el desarrollo del Art Nouveau con sus temas bíblicos, mitológicos o de cuentos de hadas.
Al igual que los prerrafaelitas, Vogeler transfirió temas y motivos bíblicos de las leyendas al paisaje de su tierra natal. Un ejemplo es el cuadro Cuento de invierno de 1897, en el que los tres reyes aparecen con ropas principescas y zuecos en un paisaje invernal de Worpswede. Otros ejemplos de sus primeras obras prerrafaelitas son Primavera, Regreso a casa, Despedida (1898), Cuentos de cisnes (1899), Amantes (1901) y Anunciación de 1902. El pintor florentino Sandro Botticelli fue un modelo para él y reconoció en sus cuadros su propio anhelo de un tiempo mejor. En su estudio colgaba una reproducción de El nacimiento de Venus de Botticelli. Vogeler no estaba satisfecho con su pintura, ya que sentía la diferencia cualitativa con sus modelos del Renacimiento.
Otro enfoque fueron las obras gráficas de Vogeler, que establecieron su reputación como artista Art Nouveau. Los grabados románticos entre 1895 y 1899, como Cigüeña sobre el estanque de 1899 y las ilustraciones de La campana hundida de Gerhart Hauptmann, fueron muy bien recibidos en el país y en el extranjero. El grabado, o “pintura social”, como él lo llamó, se hizo muy popular entre las clases cultas debido a su uso generalizado.
Vogeler tuvo mucho éxito con sus dibujos: en la editorial Eugen Diederichs Verlag, fundada en 1896, asumió tareas de ilustración y trabajó para la revista literaria Die Insel, desde 1901 Insel Verlag. Die Insel fue fundada en Múnich en 1899 por Otto Julius Bierbaum, Alfred Walter Heymel y Rudolf Alexander Schröder como una revista literaria mensual con decoraciones e ilustraciones para libros. Mostró las ideas estéticas del movimiento de reforma burgués en la Alemania guillermina y tenía la intención de renovar el arte del libro alemán, que había caído a un nivel bajo en el siglo XIX. Vogeler quedó prendado del diseño artístico de la revista y de los libros de la editorial; diseñó ilustraciones, viñetas, molduras y portadas de libros para combinarlos con el contenido literario en una unidad estética. Las primeras publicaciones de la editorial incluyeron su libro ilustrado de poesía Dir, el portafolio de grabados A la Primavera y las ilustraciones de los cuentos de hadas de Oscar Wilde. La proximidad con el dibujo y el libro de arte inglés de Aubrey Beardsley y con el movimiento Arts and Crafts es obvia.
Vogeler describió posteriormente sus primeros dibujos para Insel Verlag como escapismo:
   “Mi obra gráfica de esta época probablemente expresó la falta de horizontes. Un arte de fantasía puramente formal, poco realista y sin contenido surgió inconscientemente. Fue un escape romántico de la realidad y, por lo tanto, probablemente fue una distracción deseada de las cuestiones sociales amenazantes del presente para la gente de clase media. […] Así que mis gráficos para Insel probablemente encontraron el carácter de una era especial, que también de alguna manera moldeó mi carácter, un romanticismo sin límites, detrás de toda realidad y en contradicción con ella.”

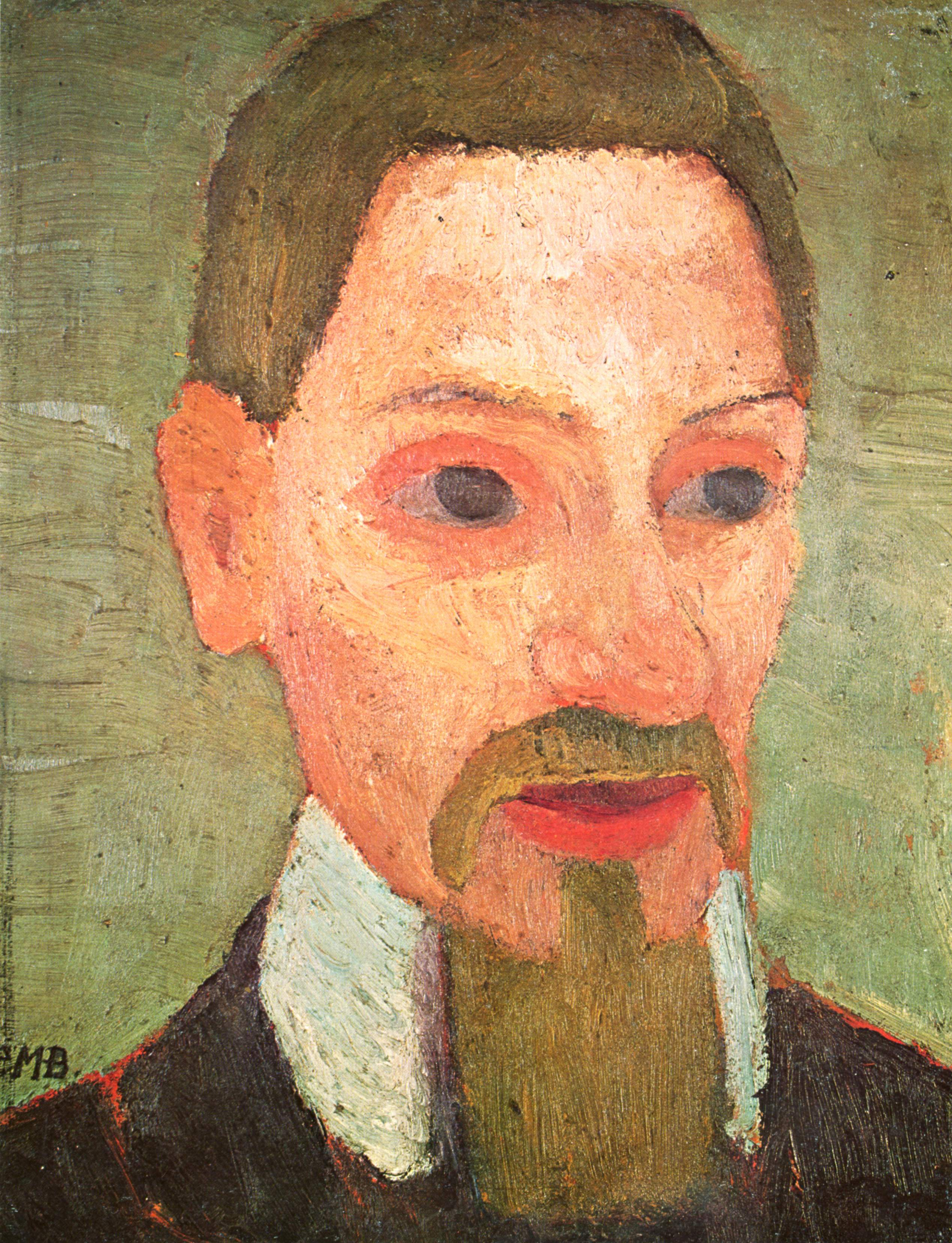
Paula Modersohn-Becker - Retrato de Rainer Maria Rilke, 1906

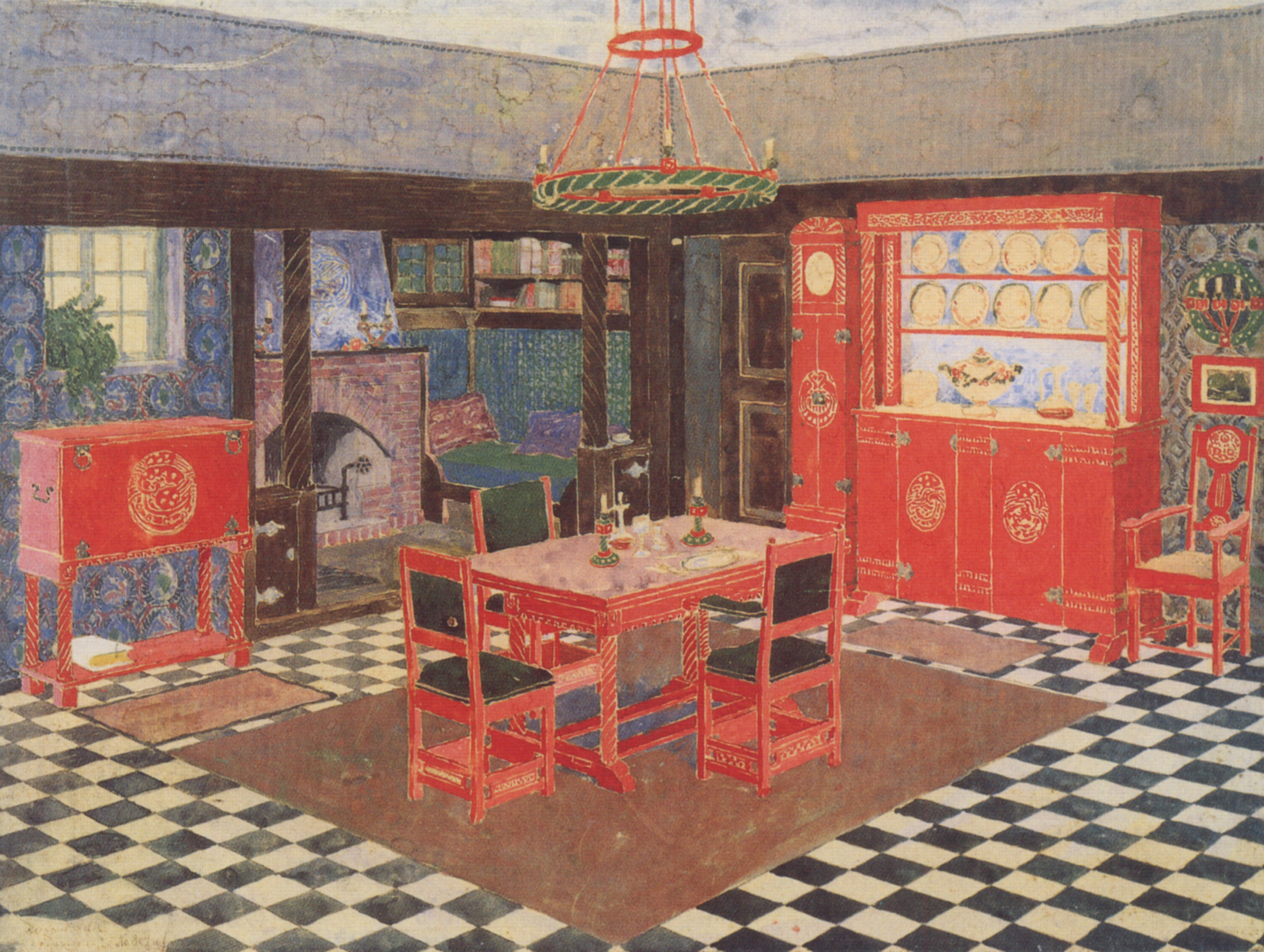
Diseño para un comedor, ca. 1909

Vogeler organizó su primera gran exposición especial en el otoño de 1898 en la Galería de arte de Arno Wolfram en la Viktoriahaus de Dresde. En nombre del productor de chocolate de Colonia Ludwig Stollwerck, creó la serie de imágenes de Stollwerck "Gänsemagd-Königssohn", publicada en 1902, que estuvo acompañada de versos de Franz Eichert.
De noviembre de 1902 a marzo de 1903, Vogeler realizó su viaje más largo a Italia. En Roma se quedó en el estudio de su amigo Otto Sohn-Rethel en la Villa Strohl-Fern, luego fue a Nápoles con una visita a Pompeya y los frescos de Hans von Marées en la Estación Zoológica. Regreso a Roma y de allí a Florencia en el norte de Italia, Bolonia, Padua, Vicenza y Venecia. En ese momento, su cuadro Primer verano se exhibió en una exposición de la Secesión de Berlín en Kantstrasse.
En 1904, Heinrich Vogeler fue uno de los artistas que participó en la primera exposición de los miembros de la Asociación de Artistas Alemanes en el edificio real de exposiciones de arte en Königsplatz (todavía posible gracias a los secesionistas de Múnich); mostró allí por primera vez el óleo de la Anunciación.

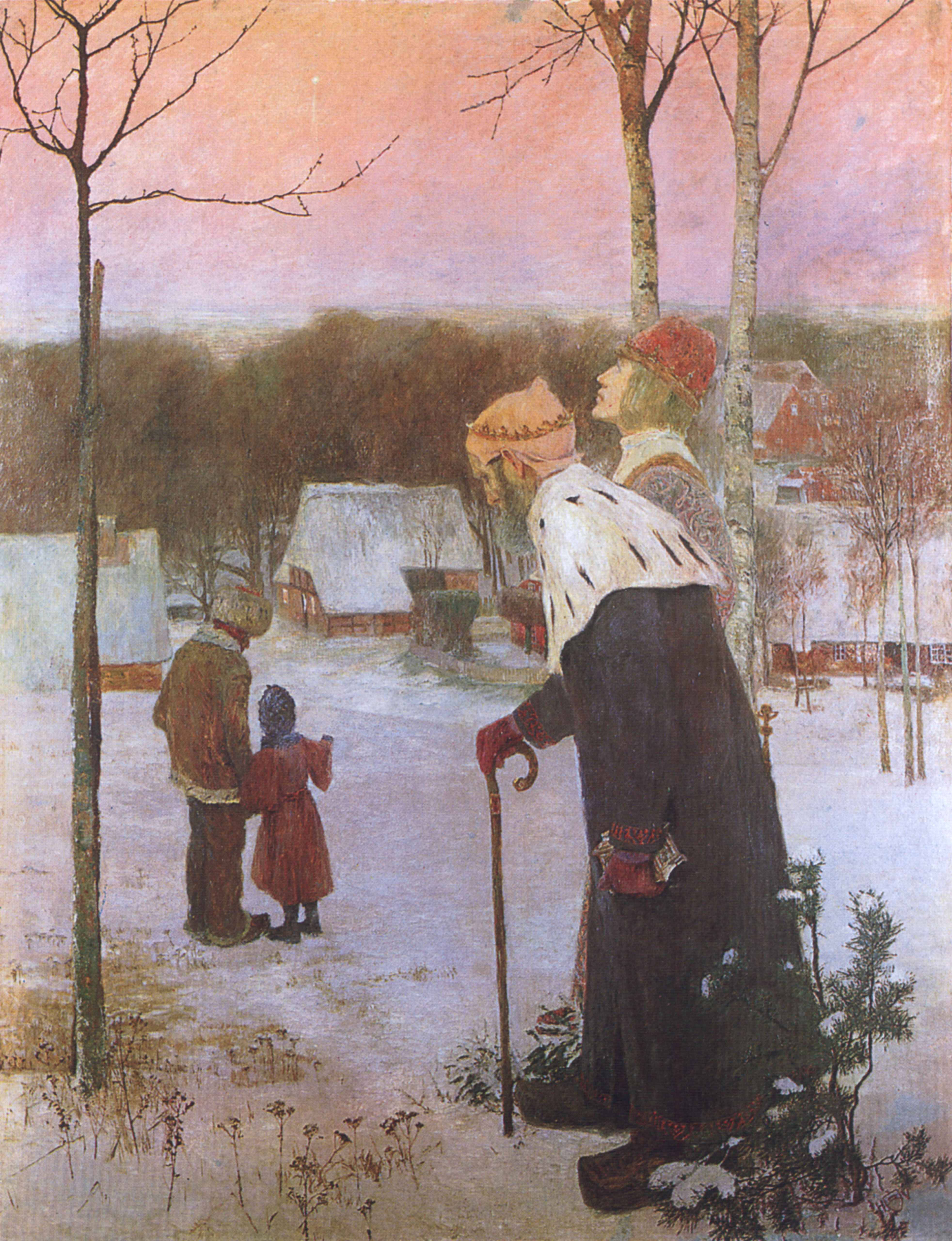
Wintermärchen (1897)
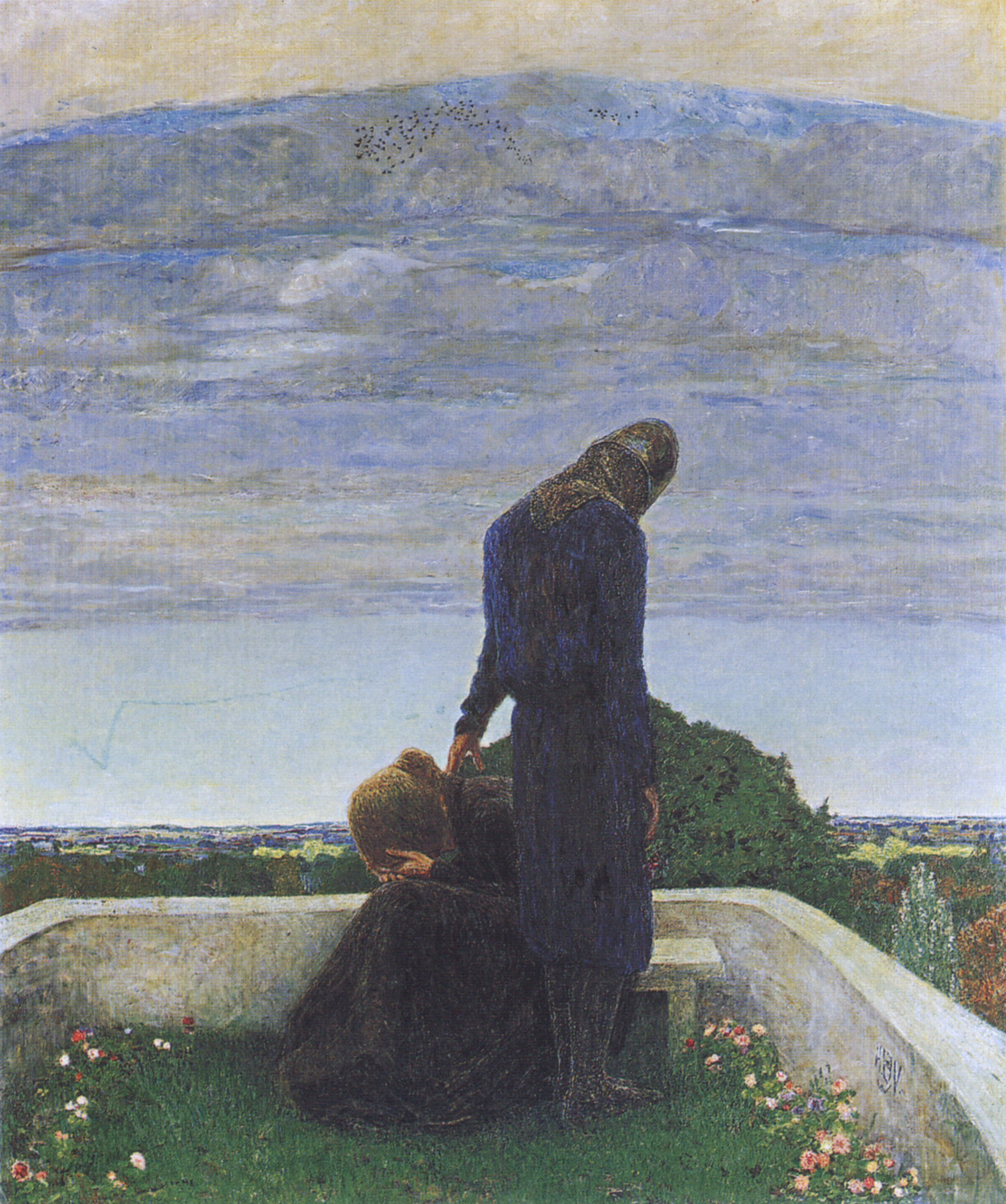
Abschied (ca. 1898)
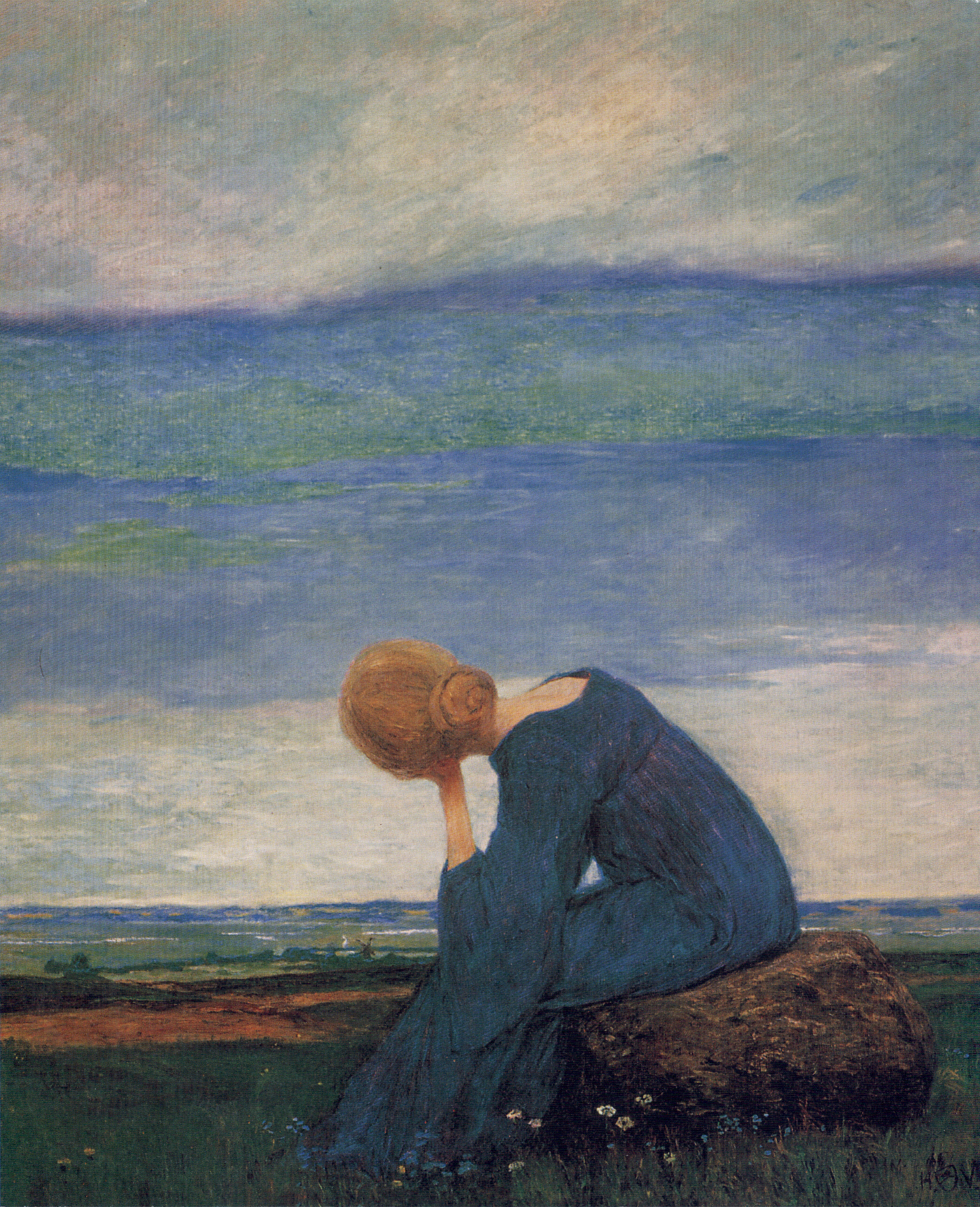
Sehnsucht (Träumerei) (ca. 1900)
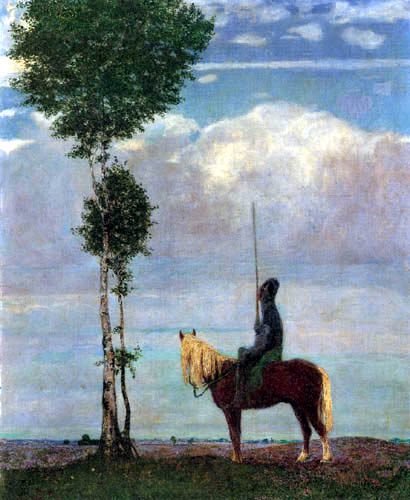
Am Heiderand (1900)
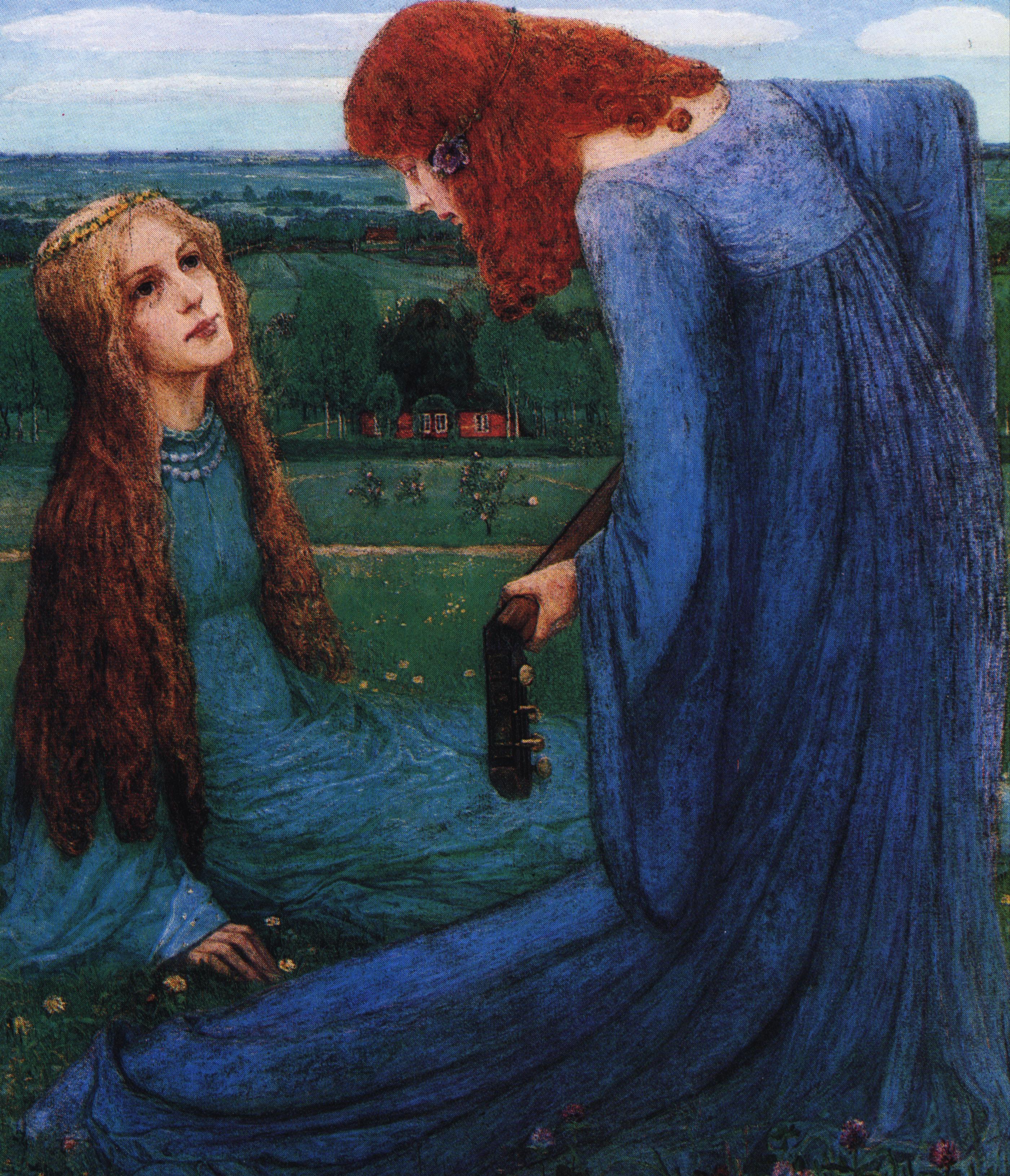
Verkündigung (1901)
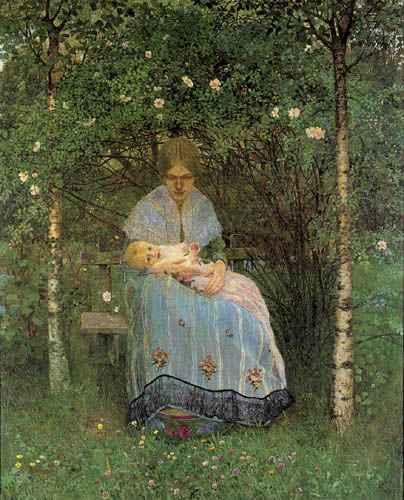
Erster Sommer (1902)
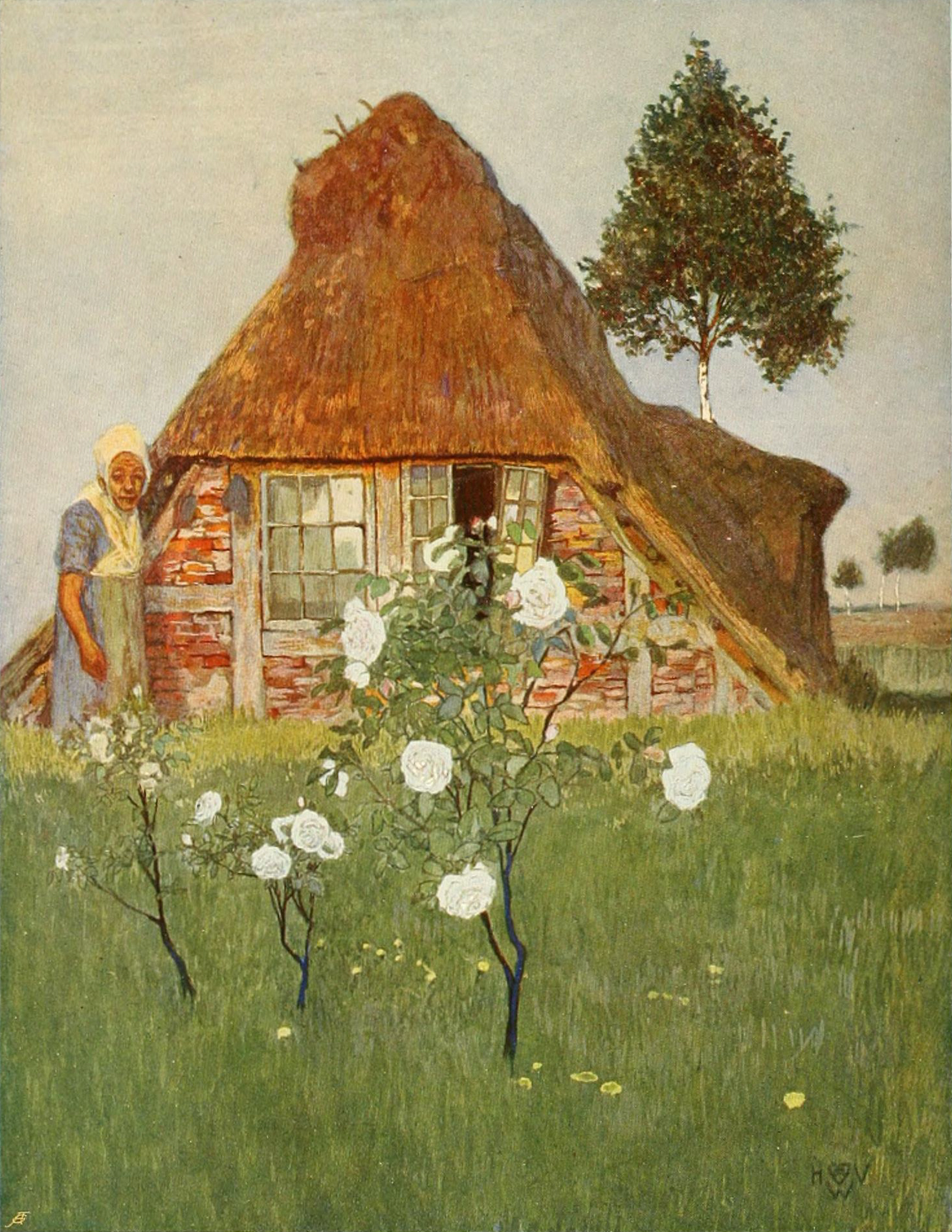
Abendsonne im Moor (antes de 1903)

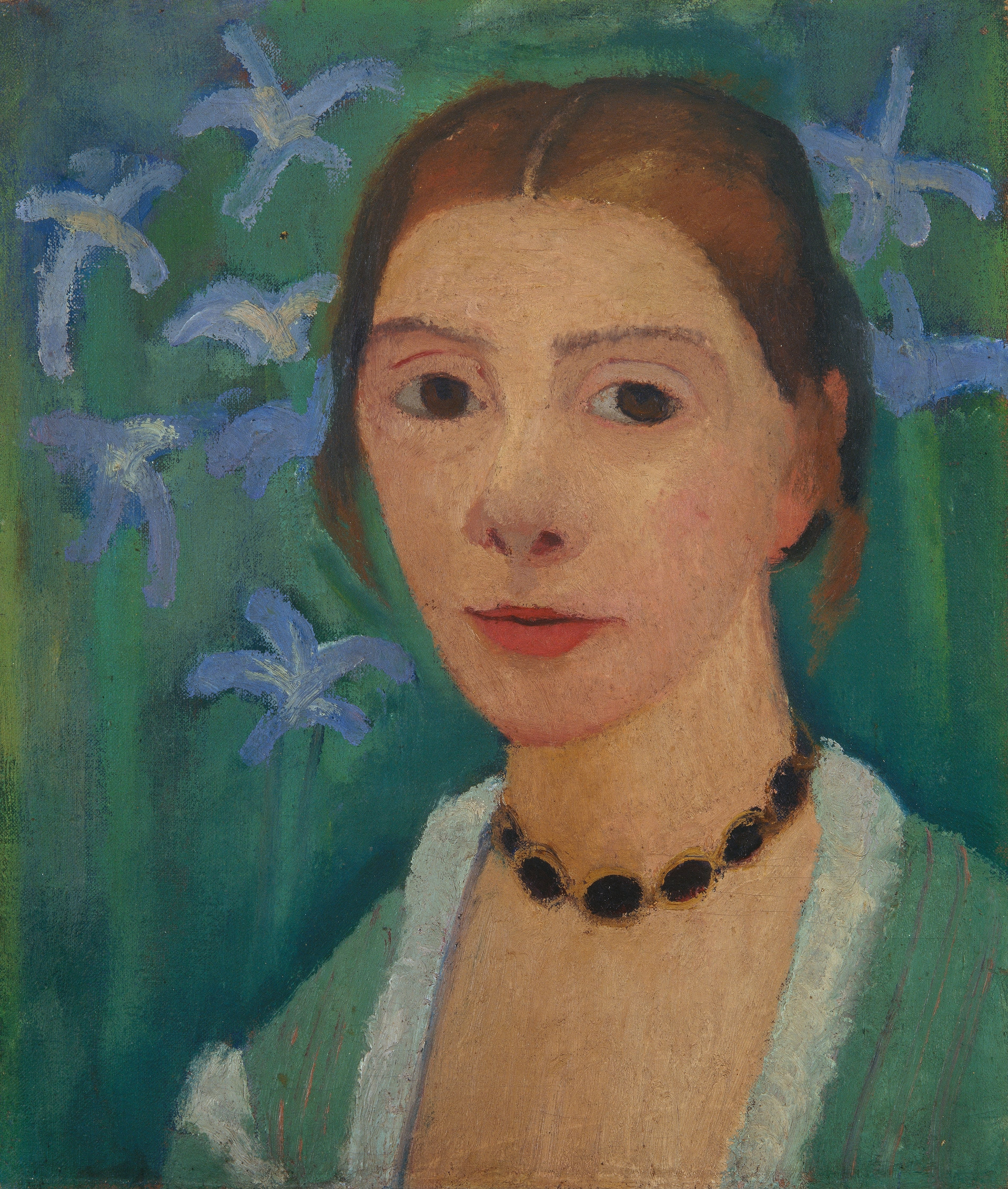
Autorretrato de Paula Modersohn-Becker (ca.1905=

## Vida en el Barkenhoff

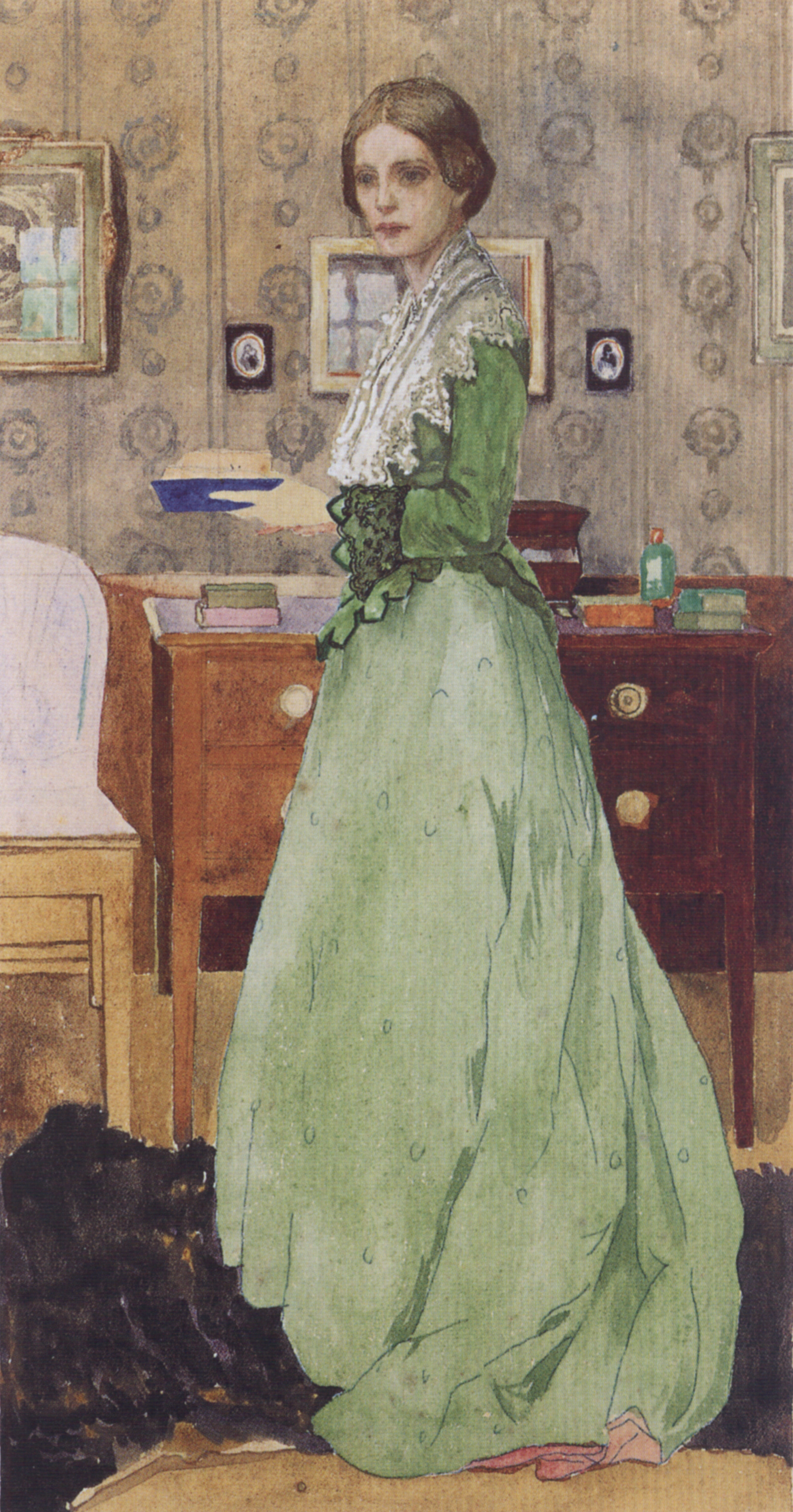
Heinrich Vogeler - Martha Vogeler en el Barkenhoff 1901

La casa de Vogeler, a la que llamó Barkenhoff (bajo alemán para Birkenhof), originalmente una casa de campo, la diseñó a partir de 1895 según los principios del Art Nouveau y la transformó en una residencia de artistas con muebles, vajilla y papel tapiz que diseñó él mismo. Decoró el jardín con macizos de flores y setos dispuestos simétricamente y plantó un bosque de abedules, que dio nombre a la casa. La propiedad como obra de arte total de arquitectura, pintura, interiorismo y jardinería debía estar conectada con la vida de Vogeler. En su ropa se adaptó a este mundo onírico y vestía con cuello alto, sombrero de copa y falda como en el periodo Biedermeier. Diseñó ropa y joyas para su esposa Martha y quería llevarla con él al mundo de sus sueños. El modelo fue probablemente William Morris, quien construyó su Casa Roja con interior y jardín en Bexleyheath, Kent, según sus propios diseños en 1860.

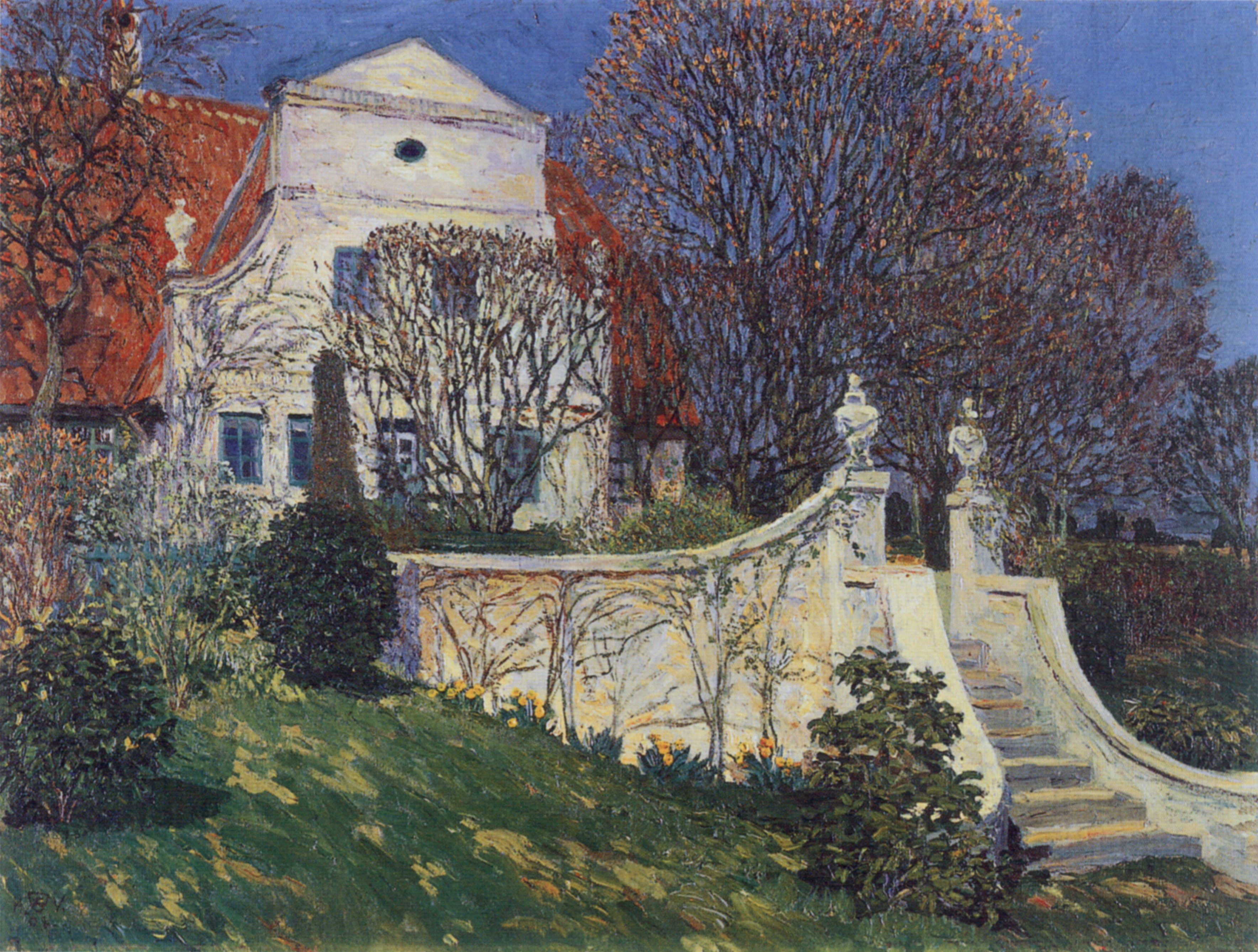
Heinrich Vogeler El Barkenhoff 1904

El Barkenhoff se convirtió en un importante lugar de encuentro para la colonia de artistas. El círculo de Barkenhoff incluía al poeta Rainer Maria Rilke, su esposa, la escultora Clara Westhoff, Otto Modersohn, Paula Modersohn-Becker, la hermana de Paula, Milly, su esposa Martha Vogeler, su hermano Franz con su esposa Philine. Las tres parejas Rilke, Modersohn y Vogeler se casaron en 1901.

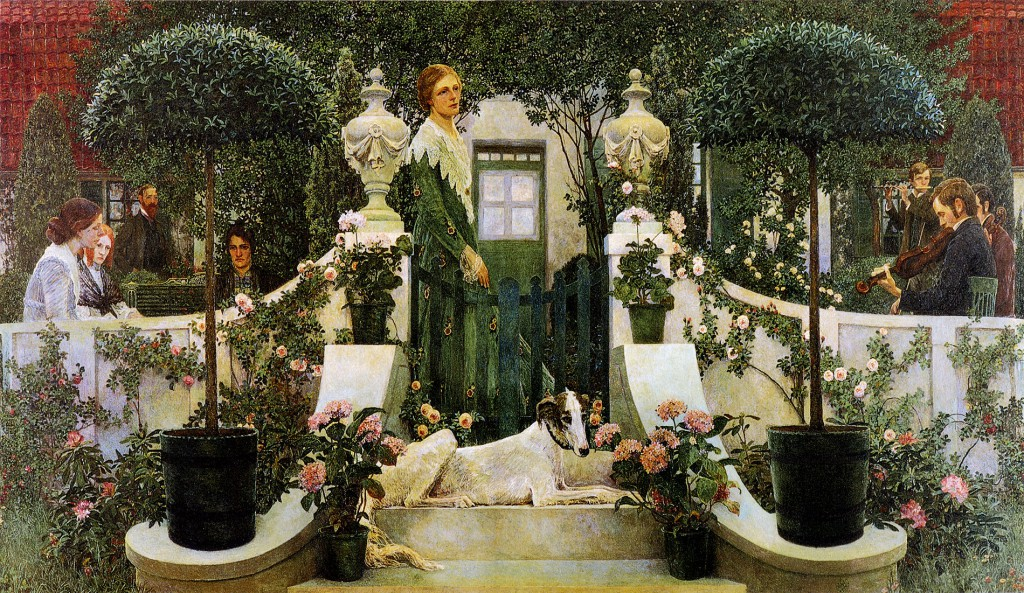
Sommerabend, 1905.

El dicho de Rilke «La luz es su suerte / si el Señor es sólo el corazón y la mano / del edificio con los tilos en el campo / será también su casa / umbría y grande», que el poeta había escrito para la Navidad de 1898, decoraba la puerta principal del Barkenhoff. Los visitantes de la casa incluyeron a Richard Dehmel, Gerhart Hauptmann, Carl Hauptmann, Thomas Mann, el fundador de la editorial Insel, Rudolf Alexander Schröder y Max Reinhardt. Los domingos, el círculo de artistas leía y declamaba, bailaba, cantaba y recreaba la vida como obra de arte. Pero las celebraciones conjuntas desmentían el hecho de que había menos similitudes y surgían críticas al arte de los demás. A partir de 1902 los artistas dejaron de exponer como grupo y los matrimonios que acababan de celebrarse empezaron a resquebrajarse; el nuevo siglo exigía nuevos enfoques. En el mundo de los sueños de Vogeler no había lugar para la vida real. Martha, a quien obligó a adoptar la imagen fantasiosa de una mujer y a quien solo podía amar desde una distancia protectora, se le escapaba cada vez más. Esto fue evidente en muchos de los retratos que pintó, que muestran una fría distancia. Reconoció el callejón sin salida al que había llegado cuando le preguntaron sobre el sentido de su vida:
   «Arreglé todo de tal manera que los invitados se sintieran los portadores del festival. Pero antes de que un festival llegara a su clímax, me había ido, enojado conmigo mismo sin razón ¿Por qué no podía celebrar festivales? Nunca entendí por qué yo, el tipo afortunado, esta persona que tenía éxito en todo lo que se proponía, estaba sentado allí lejos de la fiesta en la ladera solitaria de la montaña, miserable, con la cabeza entre las manos y mirando el prado desnudo».
Tarde de verano (El concierto), 1905
En 1905, Vogeler completó su conocida pintura de gran formato Tarde de verano (El concierto), que muestra un concierto en la terraza de Barkenhoff y representa a su esposa Martha como la figura central, mirando pensativa a lo lejos. El borzoi ruso frente a ella en las escaleras fue un regalo de Alfred Heymel. Con la excepción de Rilke, casi todos los miembros del círculo de Barkenhoff están reunidos allí. Vogeler, en el extremo derecho medio oculto, se muestra tocando el violonchelo, a su izquierda está su hermano Franz con el violín, el flautista es su cuñado Martin. Paula Modersohn-Becker se puede ver en el lado izquierdo de la imagen, junto a ella Agnes Wulff y Clara Rilke-Westhoff. El hombre barbudo del fondo es Otto Modersohn. La pintura se mostró en Oldenburg con motivo de la Exposición de Arte del Noroeste de Alemania. Allí, Vogeler recibió la Gran Medalla de Arte y Ciencia. El cuadro se considera la culminación de su primer período creativo.

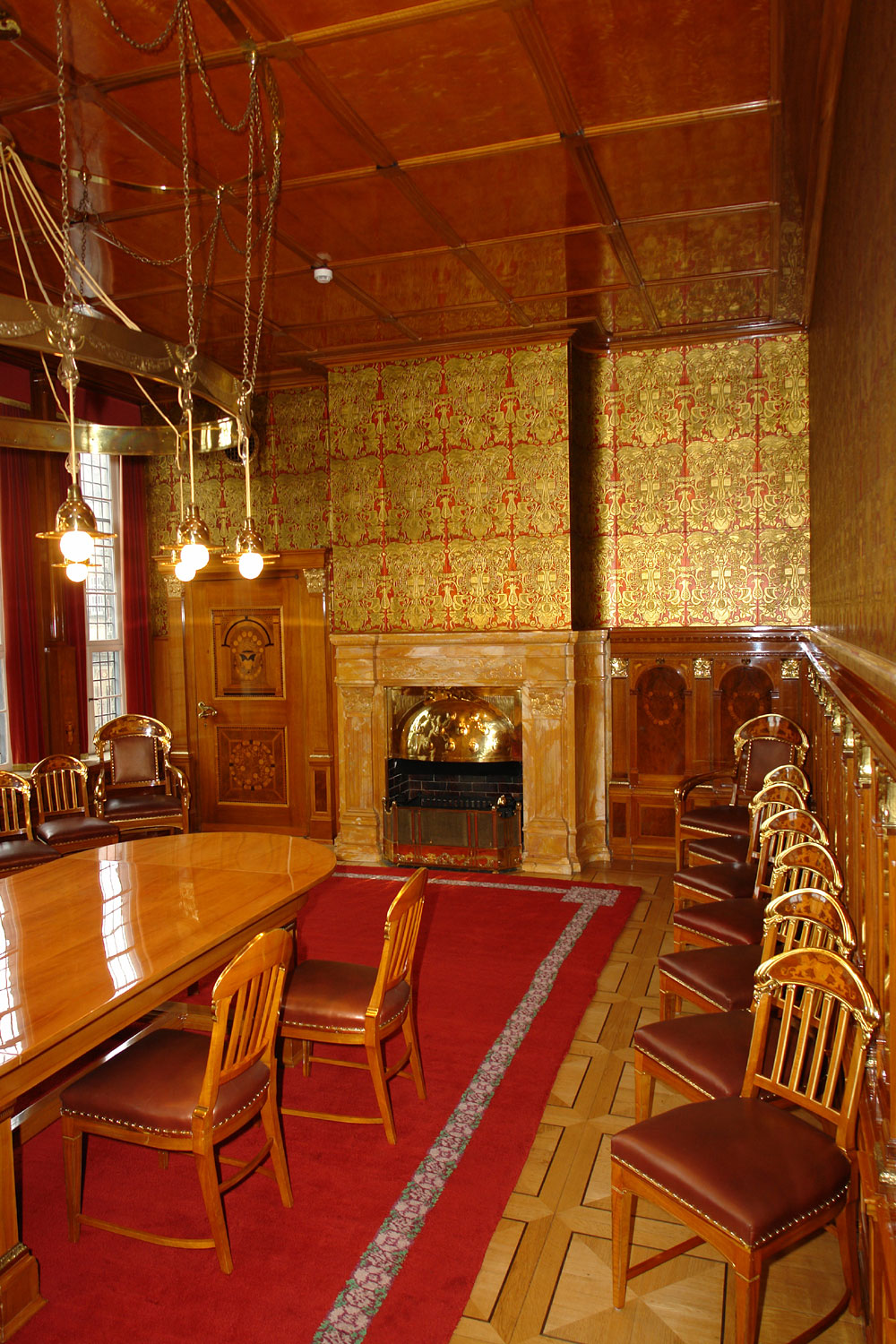
El Güldenkammer en el Ayuntamiento de Bremen

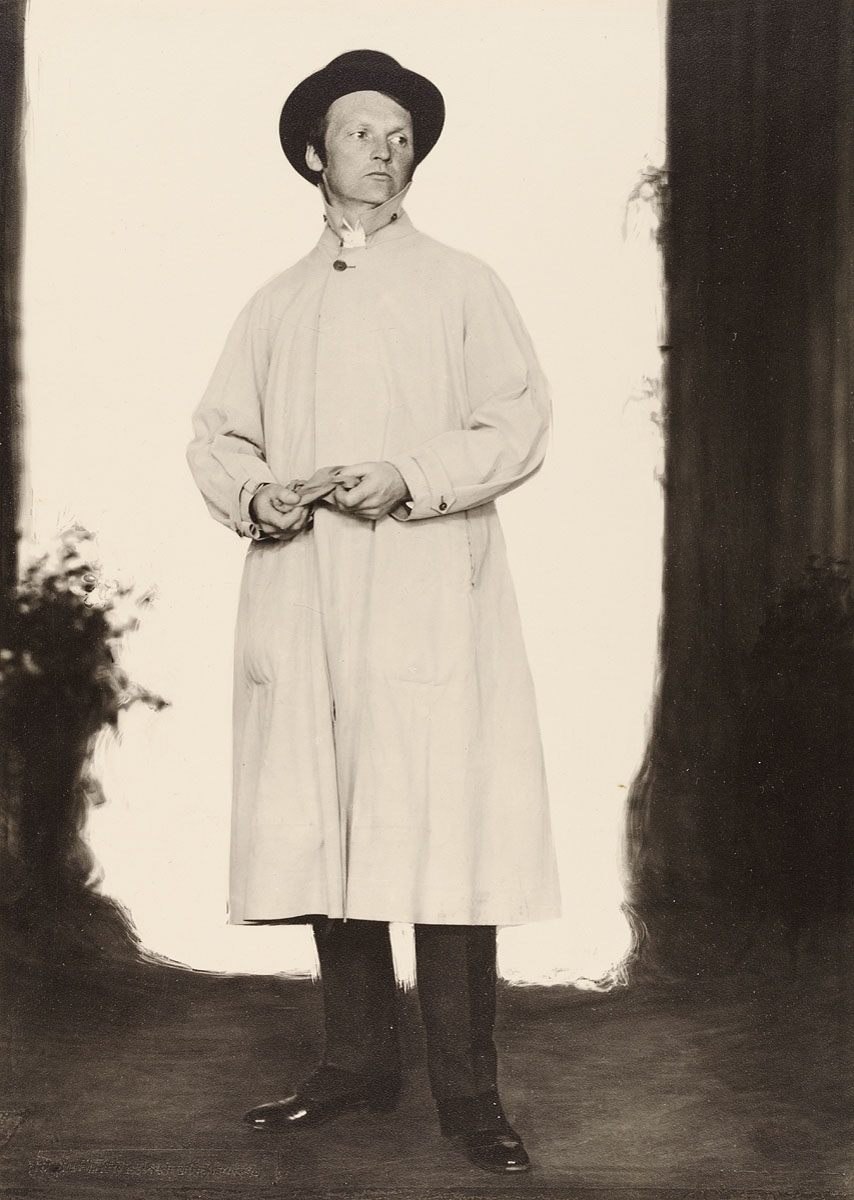
Hugo Erfurth - Retrato de Heinrich Vogeler, 1910

## LaCámara de oroen el Ayuntamiento de Bremen
En los años 1904 y 1905, Vogeler rediseñó la Güldenkammer en el Ayuntamiento de Bremen para el Senado de Bremen por recomendación del director de la galería de arte Gustav Pauli. Rediseñó la habitación, que se construyó en el salón superior ya en 1595, completamente en estilo Art Nouveau, desde las manijas de las puertas hasta la rejilla de la chimenea y los candelabros hasta el papel de tapicería de cuero dorado. Este trabajo lo hizo muy conocido en el campo de las artes y oficios. También diseñó cuberterías, vasos y muebles, que se vendían en la Kunst- und Kunstgewerbehaus de Worpswede, fundada por su hermano menor Franz, y que le reportaron más éxito que su pintura.

## Compromiso social

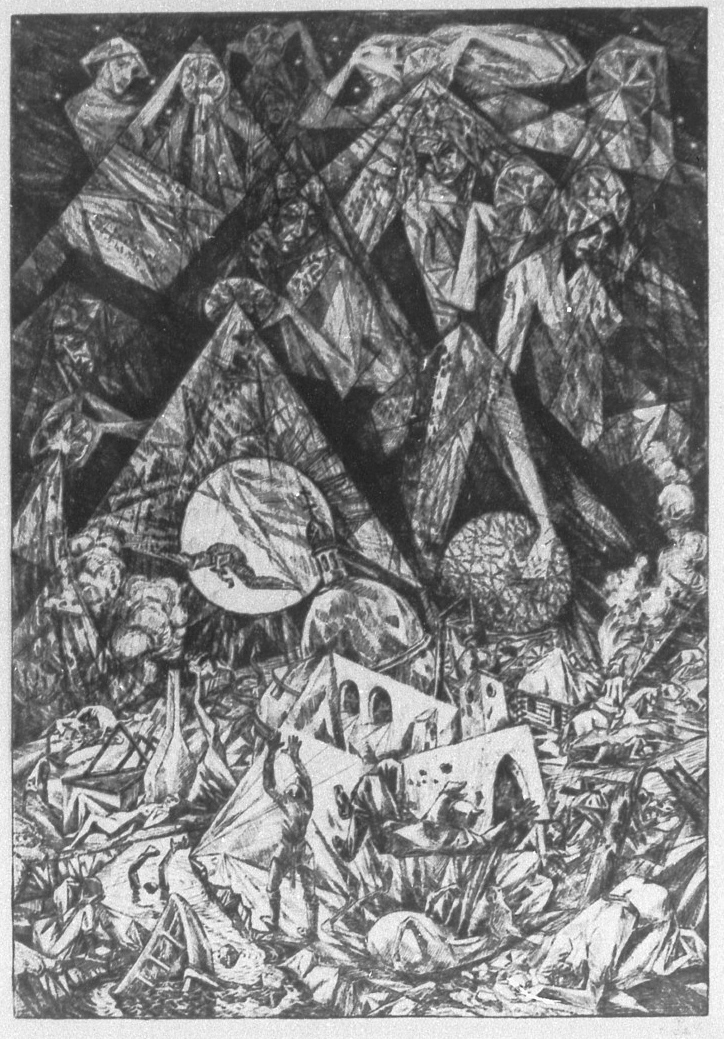
El derramamiento de las siete copas de la ira, aguafuerte (1918)

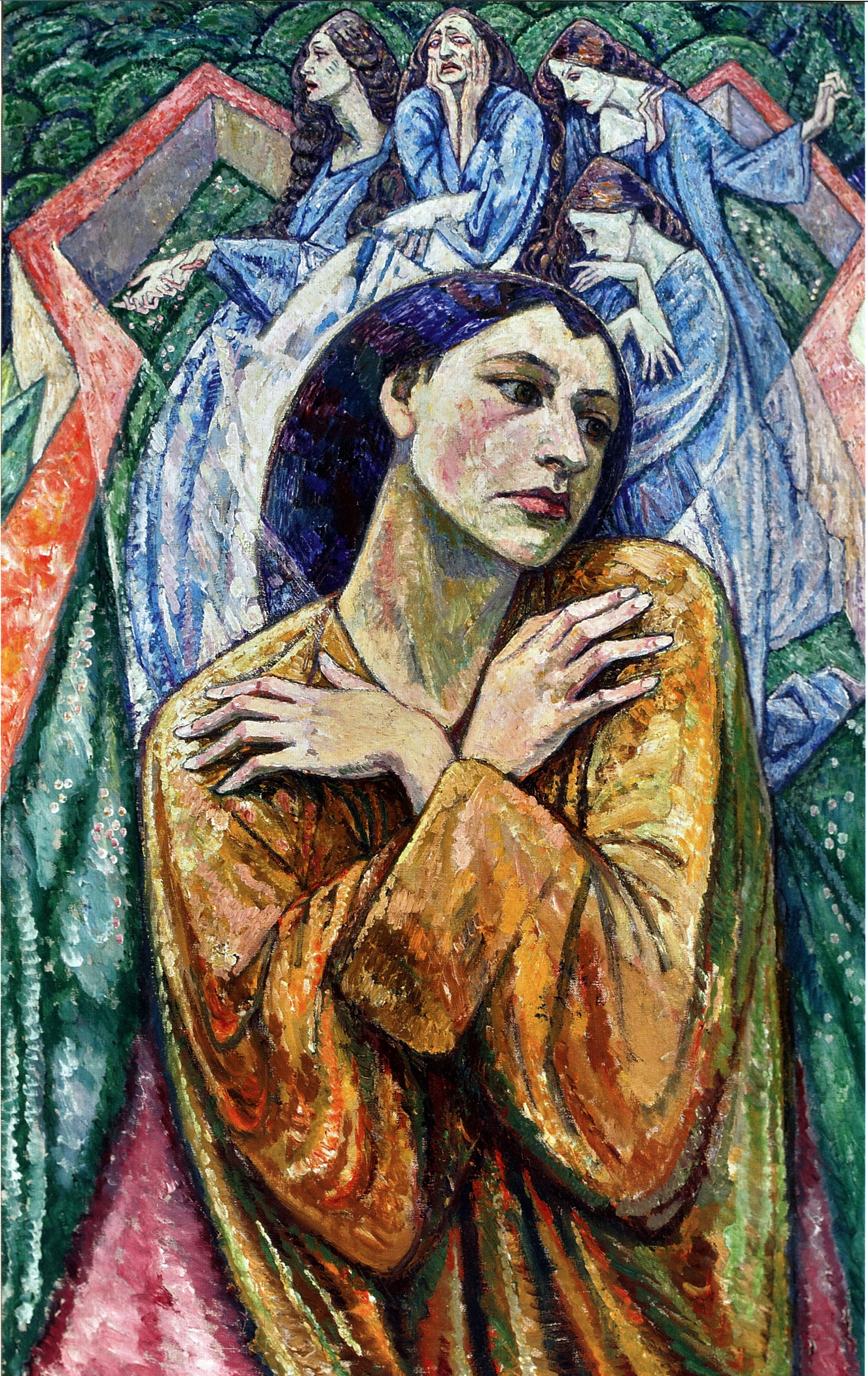
Heinrich Vogeler ~ El sufrimiento de las mujeres en la guerra o las mujeres de luto (1918)

Debido a una afección ocular, Vogeler emprendió un viaje por mar a Ceilán en 1906 para recuperarse y el dominio colonial británico allí lo conmocionó. Durante un viaje a Lodz en 1907, conoció el compromiso social de la esposa de un fabricante que apoyaba a familias de clase trabajadora. Estas experiencias, especialmente la lectura de las obras del escritor ruso Maxim Gorki, despertaron la voluntad de Vogeler de hacer campaña por los intereses de la clase trabajadora.
En 1907 contrató al pintor y arquitecto Walter Schulze para ampliar el Barkenhoff y comenzó a planificar la estación de Worpswede. En el mismo año, Vogeler fue cofundador de Deutscher Werkbund. Un año después, junto con su hermano Franz, fundó el taller Worpsweder en Tarmstedt, una empresa de carpintería para la producción de muebles económicos en serie que se suponía que serían asequibles para los menos favorecidos. Como urbanista, hizo campaña a favor de viviendas asequibles. En 1909 viajó a Inglaterra con un grupo de estudio de la German Garden City Society y visitó Port Sunlight, una urbanización obrera ejemplar en Liverpool, pero también conoció los barrios marginales de Glasgow y Mánchester. Sin embargo, la realización del proyecto de una aldea de trabajadores para los empleados de la fábrica de muebles en el área de Bremen fracasó por razones financieras. No encontró patrocinadores y se le aconsejó que pintara cuadros nuevamente.
En 1910 su trabajo de diseño de interiores fue premiado en la Exposición Universal de Bruselas, pero sus gráficos Art Nouveau no encontraron seguidores. Su matrimonio entró en crisis porque la esposa de Vogeler había iniciado una relación con el estudiante Ludwig Bäumer. En 1912 diseñó la casa en Stryck en Willingen en el Sauerland para su amigo Emil Löhnberg, que amuebló con materiales de construcción naturales y en la que a menudo se hospedaba como huésped. En otoño dejó Barkenhoff y montó un pequeño estudio en Berlín, donde diseñó ex libris y folletos gráficos publicitarios, por ejemplo, para la empresa Bahlsen.

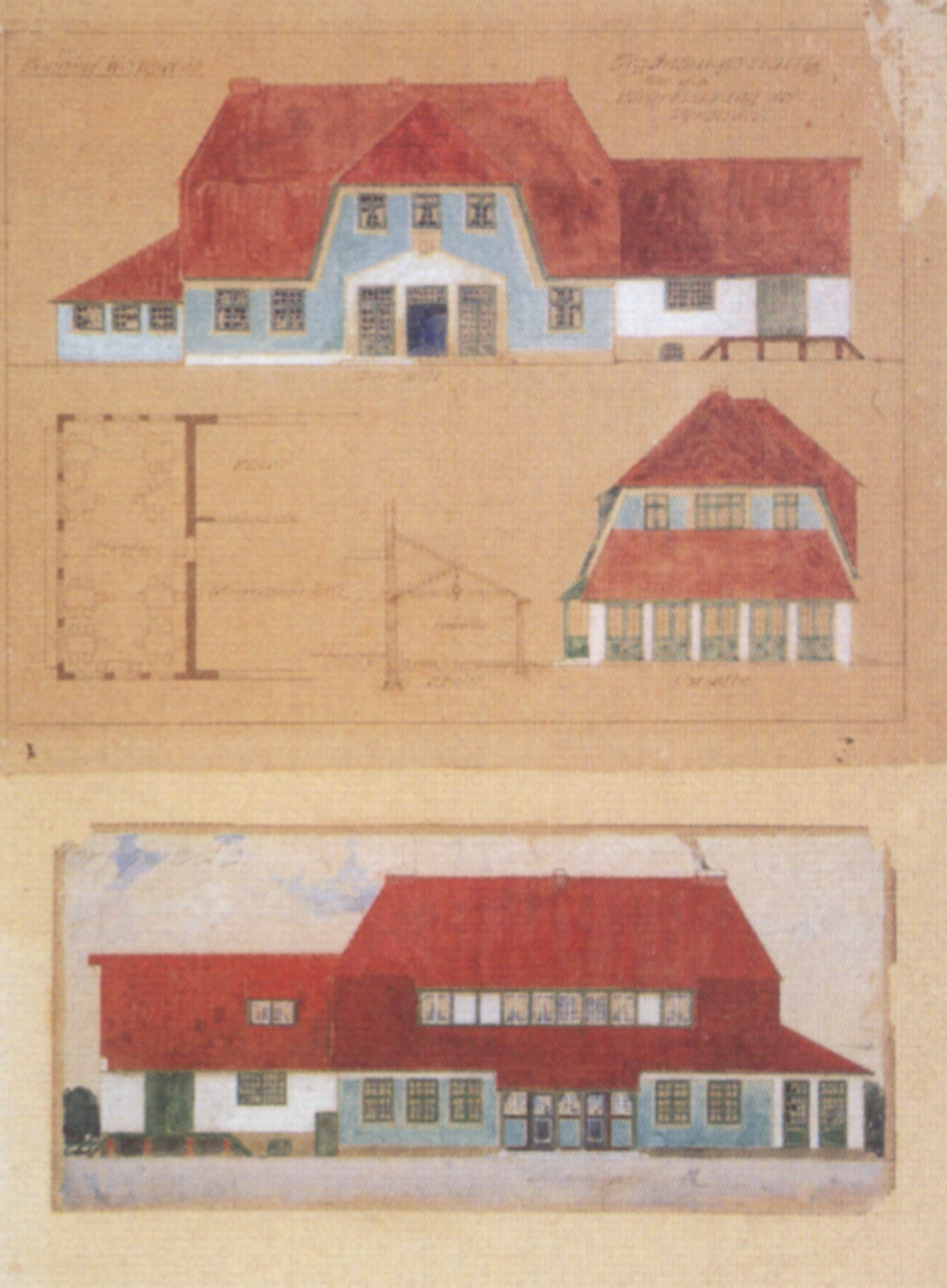
Entwurf zum Bahnhof Worpswede (ca. 1909)
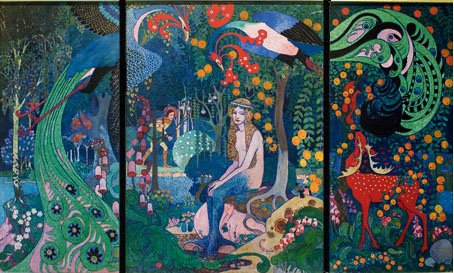
Melusine, Triptychon (ca. 1910)
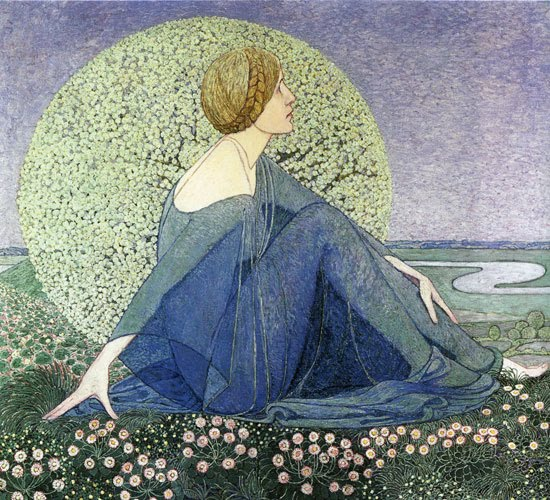
Die Erwartung (Träume II) (1912)
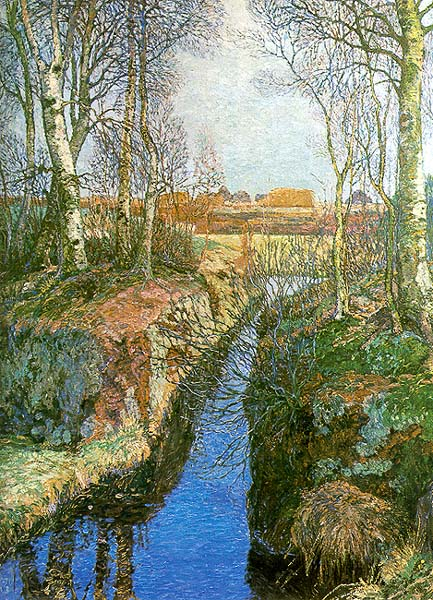
Der Moorgraben (1913)
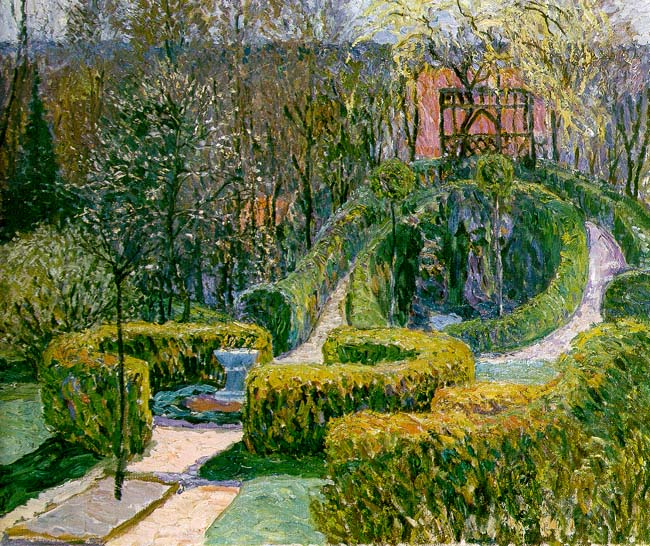
Frühlingshecken im Bauerngarten (1913)

## Primera Guerra Mundial, utopías sociales

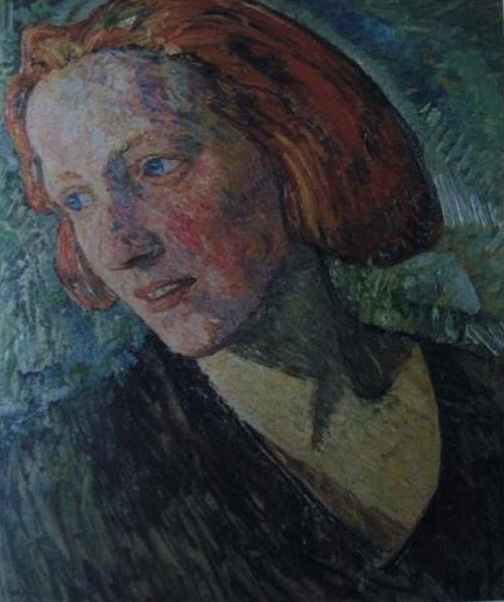
Heinrich Vogeler - Die rote Marie [María Roja] (1919)

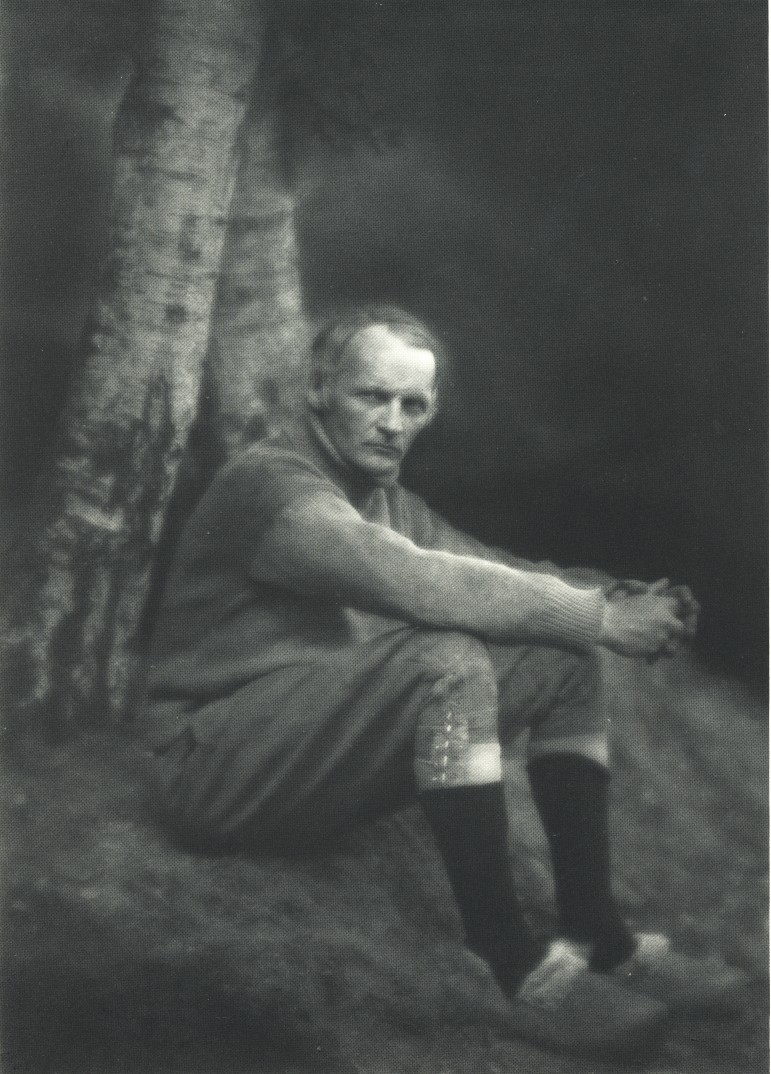
Nicola Perscheid - Heinrich Vogeler en 1924

Vogeler se ofreció como voluntario para el frente por primera vez en 1914 durante la Primera Guerra Mundial y fue desplegado como oficial de inteligencia en los Cárpatos, donde el Estado Mayor le encargó que hiciera dibujos de la zona de guerra: el portafolio Aus dem Osten, que apareció en 1916. A través de las experiencias que tuvo allí, en 1917 se convirtió en un pacifista radical y en oponente del Imperio alemán. A partir de entonces se involucró con la clase obrera revolucionaria. Vogeler también cambió drásticamente su estilo hasta entonces ornamental. Desarrolló un estilo de pintura expresionista, que se puede ver, por ejemplo, en los óleos Los enfermos y El sufrimiento de las mujeres en la guerra.
En los últimos meses de la guerra, prisioneros de guerra con intereses políticos que tenían que hacer trabajos forzados para grandes agricultores, revolucionarios alemanes e intelectuales de izquierda se reunían en el Barkenhoff. Discutieron los cambios sociales en Rusia y las posibilidades de un derrocamiento en Alemania. Vogeler representó un socialismo basado en los primeros valores cristianos y, siguiendo a Pierre-Joseph Proudhon, idealizó comunidades autónomas cuyos miembros vivían en paz y sin posesiones. En enero de 1918 escribió su llamamiento a la paz, El llamamiento de Dios, al Kaiser alemán Wilhelm II:
   «Sé un príncipe de paz, pon la humildad en lugar de la vanidad, la verdad en lugar de la mentira, la construcción en lugar de la destrucción. ¡Arrodíllate ante el amor de Dios, Emperador!». (Extracto de la carta de paz de Vogeler al Emperador)
Entonces Vogeler fue arrestado mientras estaba de licencia en el frente por actividades derrotistas y enviado a una dependencia de observación para enfermos mentales en un hospital de Bremen durante 63 días. Regresó al Barkenhoff en abril de 1918. Durante la Revolución de noviembre de 1918/1919 fue miembro del Consejo de Trabajadores y Soldados de Osterholz. El 4 de febrero de 1919, la República Soviética de Bremen fue aplastada. El sueño de una nueva sociedad se cobró 75 vidas, los representantes de los cabildos fueron perseguidos; Vogeler tuvo que huir. Fue arrestado en Willingen pero pudo regresar a Worpswede en marzo. En mayo fue arrestado nuevamente porque el Barkenhoff era considerado un centro de extrema izquierda que podría representar una amenaza para el nuevo orden. Entre otros, el ex marinero y más tarde ceramista Jan Bontjes van Beek se había refugiado en el Barkenhoff, que abandonó en el verano. Tras su liberación, Vogeler se defendió en el Bremer Nachrichten del 3 de junio de 1919 contra la agitación y sospechó, aunque sin decir su nombre, que su antiguo amigo artista Fritz Mackensen, que se había convertido en miembro del paramilitar Stahlhelm Bund, le estaba espiando.

## Comuna y escuela de trabajo en el Barkenhoff

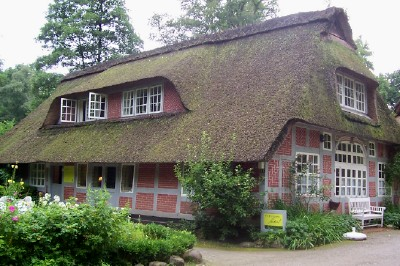
La casa Schluh en Worpswede (2007)

Junto con Marie Griesbach (María Roja), con quien mantuvo una relación durante un tiempo, y otros amigos, Heinrich Vogeler fundó la comuna y escuela de trabajo de Barkenhoff en el verano de 1919 para demostrar que una nueva sociedad era posible. La autosuficiencia deseada se lograría a través de la horticultura intensiva, por lo que el jardín art nouveau se trasformó en huerto. Los residuos domésticos se compostaron y se instalaron pozos y sistemas de riego por aspersión. Con el asentamiento vecino del arquitecto paisajista de Hamburgo Leberecht Migge, el Sonnenhof, el intercambio de trabajadores y máquinas agrícolas se planificó según el principio de ayuda mutua. Existía un taller metalúrgico bajo la dirección de Friedrich Harjes, que pretendía contribuir a la financiación de la comuna. Allí, se crearon objetos de metal de artes y oficios según los diseños de Vogeler, así como herramientas y objetos cotidianos. Harjes grabó en relieve el símbolo de la comuna, una gran mano que abrazaba protectoramente a un niño, en chapa de latón. Un taller de madera dirigido por el carpintero August Freiträger complementó la gama de servicios ofrecidos por la comuna. Vogeler no pudo seguir una sugerencia de unirse al KPD, fundado en 1919; ya que por razones ideológicas no había lugar para un socialista utópico. Le escribió a su amigo, el fabricante de café de Bremen y mecenas de las artes Ludwig Roselius, ya el 5 de septiembre de 1918: «Nunca me encontrarás en ninguna barricada, porque defiendo la paz humana». En los primeros años de la posguerra, simpatizaba con Vogeler, también compartía las ideas del anarquismo y el anarcosindicalismo y escribía para los "trabajadores libres", órgano de la "Federación de Anarquistas Comunistas de Alemania" y para los "sindicalistas", órgano del Sindicato Libre de Trabajadores de Alemania.

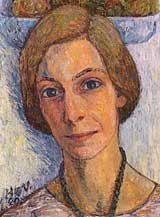
Heinrich Vogeler - Sonja Marchlewska (1922)

En 1920, Martha Vogeler se trasladó con sus tres hijas —Marieluise (conocida como Mieke, más tarde la segunda esposa del escritor Gustav Regulator), Bettina y Martha— y su amigo Ludwig Bäumer a la casa Schluh, una antigua casa de campo del pueblo de Lüningsee, con el apoyo financiero de Vogeler. Éste le dio muchos muebles de Barkenhoff y le cedió todos los derechos de sus obras de antes de la guerra; la granja de cuento de hadas se había convertido en una cosa del pasado. La comuna de Barkenhoff se convirtió en su nueva familia. Para los niños de la finca, que se suponía que debían crecer antiautoritarios, desarrolló planes educativos y diseñó la escuela del trabajo, que, a diferencia de la escuela burguesa, «promueve el crecimiento orgánico y el proceso creativo liberador en el niño para la vida», con el fin de dar al joven plena facultad creadora individual en el trabajo en beneficio de sus semejantes.”

## Primer viaje a la Unión Soviética, impresiones complejas

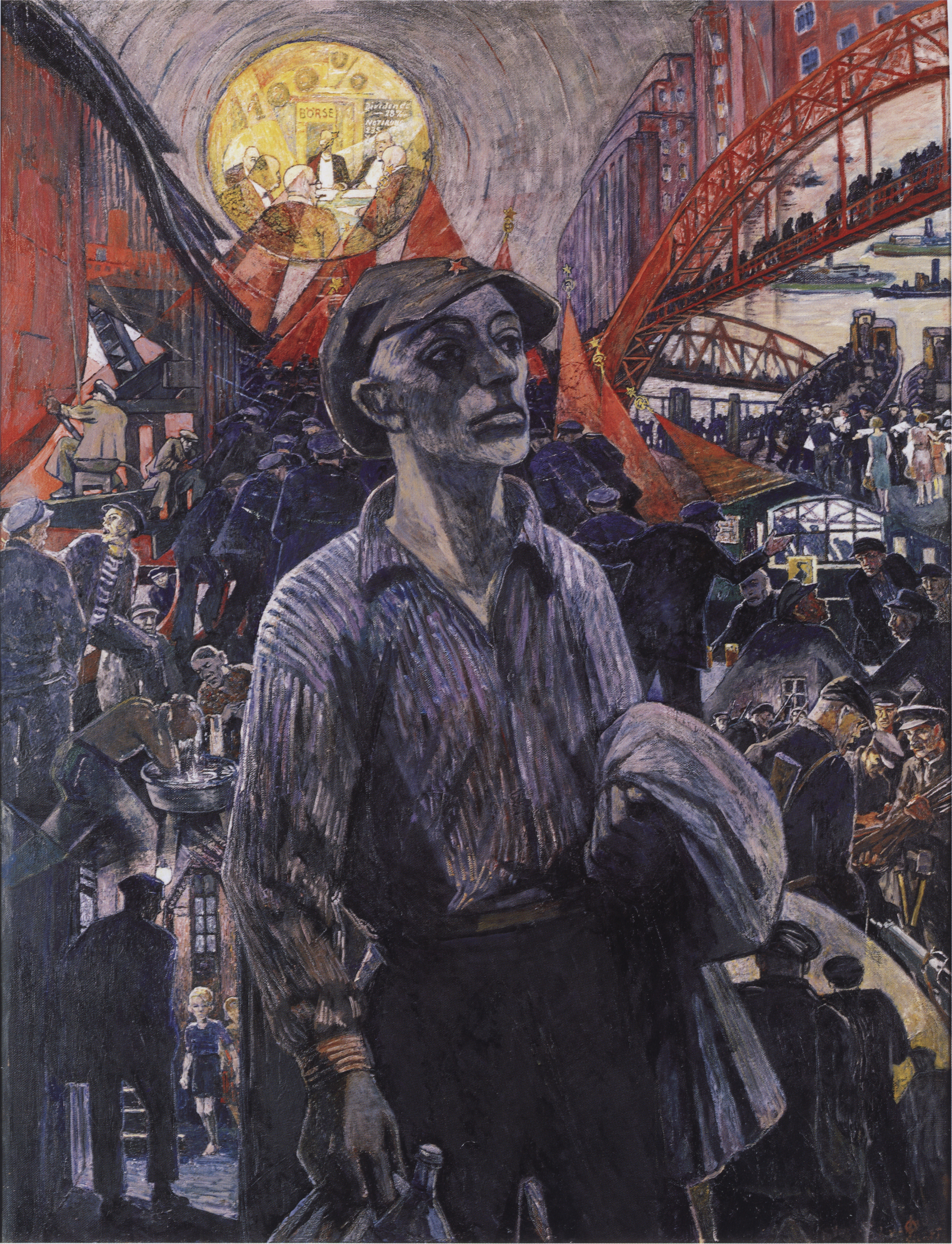
Heinrich Vogeler - Trabajadores de los astilleros de Hamburgo (1928)

Entre 1920 y 1926 Vogeler pintó el pasillo de Barkenhoff con murales relacionados con el movimiento obrero, en ocasiones junto a su hija Mieke. En 1923 realizó su primer viaje a la Unión Soviética, junto a Zofia (Sonja) Marchlewska (1898-1983), hija del comunista polaco Julian Marchlewski (amiga y colaboradora de Rosa Luxemburgo, confidente de Lenin y fundadora del Socorro Rojo Internacional), a quien había conocido en Worpswede en 1918. Esperaba poder ayudar a crear una sociedad más humana en la Unión Soviética: «Un artista, un filósofo comunista apolítico viene a Rusia como buscador. […] Como diseñador, se encuentra en medio del proceso de cristalización, ve la estructura clara y prometedora de la Unión de Repúblicas Soviéticas, reconoce el organismo vivo de la sociedad de trabajadores».
Vogeler permaneció en Moscú como empleado universitario mal pagado hasta septiembre de 1924, donde desarrolló su nuevo estilo de pinturas complejas, cuya primera ejecución se puede ver ya en 1918 en el aguafuerte Las siete copas de la ira. La estructura cristalina de estas imágenes a menudo muestra un símbolo que cubre toda la imagen, como una hoz y un martillo o una estrella, como la pintura al óleo de 1923 La metrópolis roja. Utilizó esta técnica para crear el cuadro El nacimiento del hombre nuevo, inspirado en el nacimiento de su hijo Jan el 9 de octubre de 1923 en Moscú. Según Hans Liebau, quien escribió una disertación sobre los frescos y las pinturas complejas de Vogeler que se publicó como libro en 1962, Vogeler intentó, de acuerdo con la dialéctica materialista, señalar las interrelaciones características, las conexiones internas y las condiciones en sus pinturas complejas al representar varios aspectos importantes de un problema social. Liebau también ve sorprendentes similitudes entre las pinturas complejas de Vogeler y las pinturas murales de Diego Rivera en términos de contenido y forma. El artista mexicano conocía los murales de Vogeler desde su visita en 1927, cuando hizo escala en Worpswede camino a Moscú.
En el otoño de 1924 volvió a partir de Moscú hacia Berlín, después de haber rechazado una oferta de su amigo Ludwig Roselius para instalarle un estudio en Bremen.

## Hogar de niños en el Barkenhoff
La escuela de trabajo cayó en una crisis financiera ya que se le negaron los fondos públicos. A partir de 1923, por sugerencia de Julian Marchlewski, el Barkenhoff fue utilizado como hogar de niños por el recién fundado Socorro Rojo Alemán (RHD) —Vogeler fue miembro fundador y trabajó en la junta central— y recibió apoyo financiero. El 23 de diciembre de 1924 firmó un contrato de compraventa en Berlín, por el que el Barkenhoff pasó a ser propiedad de Red Aid. El precio de compra fue de 15.000 marcos oro (unos 50.000 euros).
Según las ideas de la RHD, «los hijos de trabajadores necesitados cuyos padres o madres estuvieran en prisión por motivos políticos o murieran en las luchas políticas de principios de la década de 1920 deberían recuperarse [...] y experimentar una educación socialista» en el Barkenhoff de ahora en adelante. El primer grupo de 18 niños llegó al Barkenhoff durante seis semanas en septiembre de 1923, atendidos por el maestro Ernst Behm. Además de una educación política en el espíritu del KPD, estos niños también tuvieron variedad de oportunidades para el trabajo práctico en los talleres existentes, el jardín y la cocina, y basándose en el modelo ruso de la escuela de producción, Behm también fue capaz de practicar los enfoques de una escuela obrera.

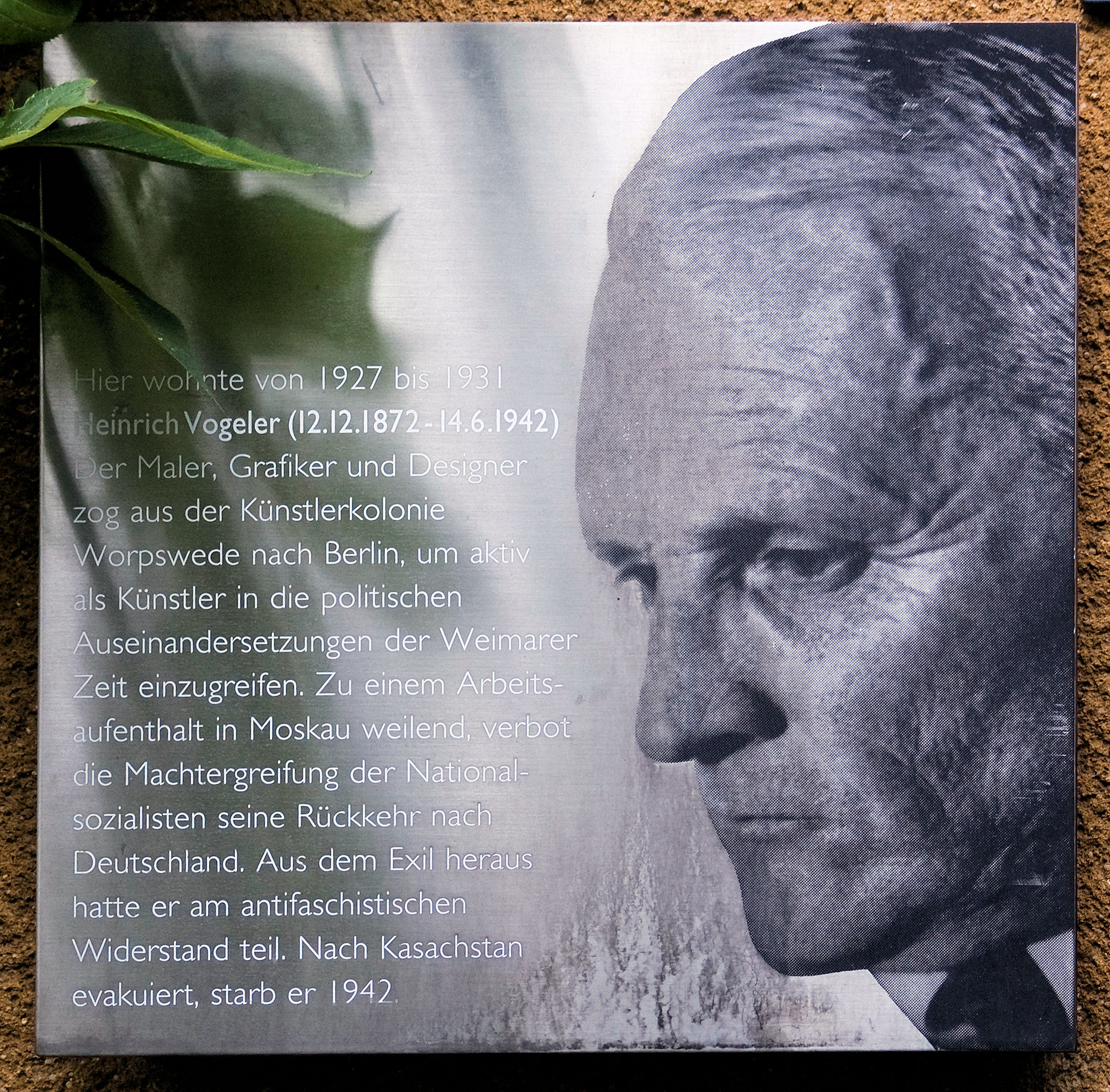
Placa conmemorativa en la casa de Onkel-Bräsig-Strasse 138 en Berlin-Britz

Georg Jungclas también estuvo activo allí durante esta fase de desarrollo de la escuela. Sin embargo, él y Behm dejaron Barkenhoff en 1923, Jungclas para participar en el levantamiento de Hamburgo, Behm para ayudar a establecer un sistema escolar progresista en Turingia. Allí, sin embargo, pronto fue retirado de la enseñanza por razones políticas y regresó a Barkenhoff en 1924. El educador Karl Ellrich trabajaba allí y, junto con él, Behm pudo desarrollar aún más el concepto de instrucción laboral y desarrollar formas de teatro político y discusión política adecuadas para los niños. Pero la prensa conservadora rápidamente se movilizó contra él como persona y contra la supuesta influencia política de los niños en Barkenhoff, y el administrador del distrito presentó al RHD la alternativa de despedir a Behm o cerrar las instalaciones. Para salvar el hogar, Behm dejó Barkenhoff en febrero de 1925 después de consultar con los principales camaradas del KPD.
En 1926, la canción de Barkenhoff se publicó en la revista para hijos de trabajadores El Tambor, cuyo texto y música son de Helmut Schinkel. Es una canción de cuna en la que los niños desean buenas noches a sus madres que trabajan lejos y a sus padres encarcelados y esperan la libertad que llegará de la noche a la mañana. Desde agosto de 1924 hasta diciembre de 1925, Schinkel fue profesor y educador en Barkenhoff. El posterior director de la Escuela Karl Liebknecht, «fue detenido por la NKVD el 5 de julio de 1937 bajo la acusación de ser "miembro de un grupo fascista contrarrevolucionario", condenado a ocho años en un campo el 10 de enero de 1938, Helmut Schinkel murió el 31 de mayo de 1946 en un campo de la NKVD en el noreste de la parte europea de la Unión Soviética».
El hogar de niños tuvo que ser cerrado en 1932. El propio Vogeler, se unió al KPD a finales del verano de 1925.

## De Karelia a Fontana Martina

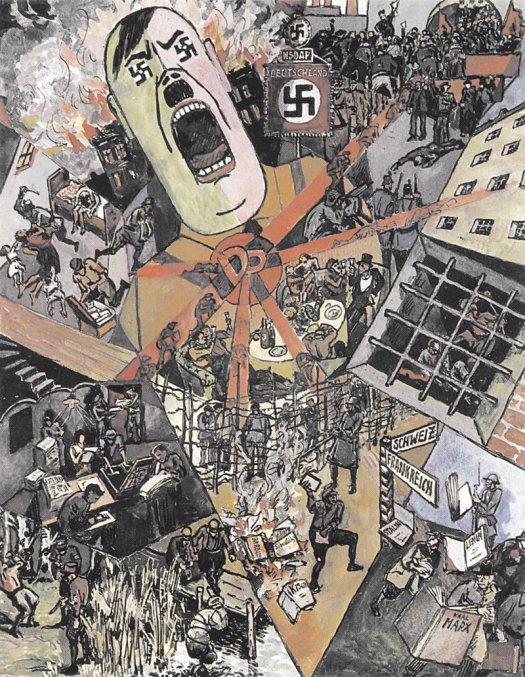
Heinrich Vogeler - El Tercer Reich (1934)

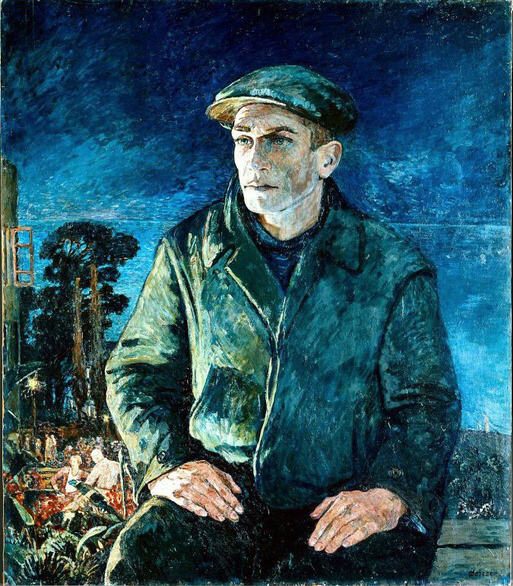
Heinrich Vogeler - Deutscher Stachanowarbeiter (1936)

Desde finales de junio hasta septiembre de 1925 viajó nuevamente a la Unión Soviética, a la región de Karelia, anexionada de Finlandia, en nombre del Socorro Rojo para documentar construcciones, con fines propagandísticos. Otro viaje a Moscú siguió en noviembre para preparar el Congreso de Ayuda Roja.
Después de que Martha Vogeler se separara de él, se casó con su pareja Sonja Marchlewska tras el divorcio en 1926. Pudo lograr un compromiso contra una campaña para eliminar sus murales en Barkenhoff y cerrar el hogar de niños: los murales no fueron destruidos, sino equipados con persianas enrollables con cerradura. Pero la iconoclasia fallida hizo que sus murales fueran conocidos internacionalmente. El pintor mexicano Diego Rivera, más tarde esposo de Frida Kahlo, conocido por sus pinturas murales con temas sociopolíticos, visitó el Barkenhoff en otoño de 1927. Llegaron cartas de protesta contra la destrucción exigida por el administrador del distrito de Stade, procedentes de Eduard Fuchs, Lion Feuchtwanger, Hermann Hesse, Käthe Kollwitz, Thomas Mann, Max Pechstein y Kurt Tucholsky, entre otros. En 1938 los frescos fueron víctimas de modificaciones.
Numerosos viajes para el Socorro Rojo le dejaban poco tiempo para su pintura y su familia. Su actividad política fue poco remunerada. Para promover la venta de sus cuadros, unió fuerzas con otros artistas de Worpswede como el escultor Bernhard Hoetger, Otto Modersohn, su hija Mieke Vogeler y su cuñada Philine como galerista para formar la Asociación Económica de Artistas de Worpswede.
En mayo de 1927, la familia se trasladó a un apartamento en el Hufeisensiedlung recién construido por Bruno Taut en Berlín-Britz. Desde octubre de 1927 hasta 1929, el año de la crisis económica mundial, Vogeler trabajó en el estudio de publicidad y arquitectura de Berlín, Die Kugel del posterior luchador de la resistencia Herbert Richter, donde diseñó carteles publicitarios, por ejemplo, para el Kaiser's Kaffee. diseñado para ganarse la vida para la familia. Sus cuadros de temática política, como la compleja imagen de los trabajadores de los astilleros de Hamburgo de 1928, no fueron bien recibidos.
Su matrimonio también estaba en crisis; Sonja estaba enamorada del artista gráfico Carl Meffert, mientras que Vogeler tenía una relación con su colega de oficina Úrsula Dehmel. En el invierno de 1928, con su hijo Jan, visitó el pueblo de montaña de Ronco, en el Ticino, cerca de Ascona, donde su amigo, el impresor suizo comunista Fritz Jordi, estaba planeando un asentamiento en la aldea de Fontana Martina basado en el modelo de Barkenhoff. El fracaso de su matrimonio llevó a la pérdida de su adscricción política. Vogeler fue expulsado del KPD en enero de 1929 porque era partidario de los disidentes del Partido Comunista, y en octubre de 1929 también fue expulsado de la junta central de Red Aid. Entre octubre de 1931 y noviembre de 1932 se editó en Ronco la publicación quincenal Fontana Martina, editada conjuntamente con Jordi.

## Emigración a la Unión Soviética
El último viaje de Vogeler a la Unión Soviética en 1931 fue definitivo; aceptó trabajar en un comité para la estandarización de la construcción. En 1932 fue jefe del departamento de propaganda en Taskent, que se encargaría de aumentar los rendimientos mediante la estimulación de semillas. Durante sus viajes por Uzbekistán, realizó numerosos bocetos de la población rural. 
Cuando los nacionalsocialistas llegaron al poder en 1933, se cortó la posibilidad de regreso a Alemania. Muchos intelectuales y artistas perseguidos emigraron a Moscú, incluidos Erwin Piscator, Wilhelm Pieck y Clara Zetkin, quien murió en junio de 1933. Vogeler la dibujó con sensibilidad en su lecho de muerte. En 1934 creó su complejo cuadro El Tercer Reich, en el que representaba a Hitler gritando y con esvásticas en lugar de ojos. En 1935 fue director artístico de una exposición del Socorro Rojo Internacional (MOPR), en la que también estuvo representado con cuadros contra el Tercer Reich: entre otras cosas, la quema de libros en Berlín, la cámara de tortura de las SA y los Campos de concentración.
Pero la era estalinista también se cobró sus víctimas entre los vecinos de Vogeler, quienes fueron detenidos por la policía estatal y desaparecidos. Como yerno del revolucionario Marchlewski, él mismo no se vio afectado por la persecución. Así que adoptó una actitud de lealtad al partido, pero se cuidó de los delatores. Vogeler solicitó varias veces su reincorporación al KPD. Cuando eso no funcionó, trató de convertirse en miembro del Partido Comunista Soviético, pero fue en vano. Sin embargo, sus esperanzas de encontrar el mundo mejor que anhelaba en la Unión Soviética se desvanecieron. Para evitar las acusaciones de que su arte era todavía demasiado burgués, abandonó el complejo estilo pictórico que había desarrollado desde 1934. Tuvo que adaptarse a la tosca forma de expresión del realismo socialista prescrita por el Estado. Destruyó algunas de las pinturas con imágenes complejas creadas durante este período o las transformó en imágenes realistas.
A finales de la década de 1930 se le encomendó una nueva tarea creativa: diseñó un escenario de títeres para el Teatro Colectivo Alemán de Odesa con cabezas y vestimentas para las marionetas, en cuya imaginativa ejecución trabajó con entusiasmo. A esto le siguió un encargo de escenografías para el teatro de marionetas.
En marzo de 1941 se divorció del matrimonio con Sonja. Vogeler intensificó su labor antifascista escribiendo folletos y discursos radiofónicos contra la Alemania nazi. Wilhelm Pieck inauguró una exposición de sus obras gratas al régimen en Moscú el 26 de mayo de 1936. Era el año de su 50 aniversario como artista, pero el deseo de Vogeler de presentar una exposición de sus primeras obras no se cumplió.

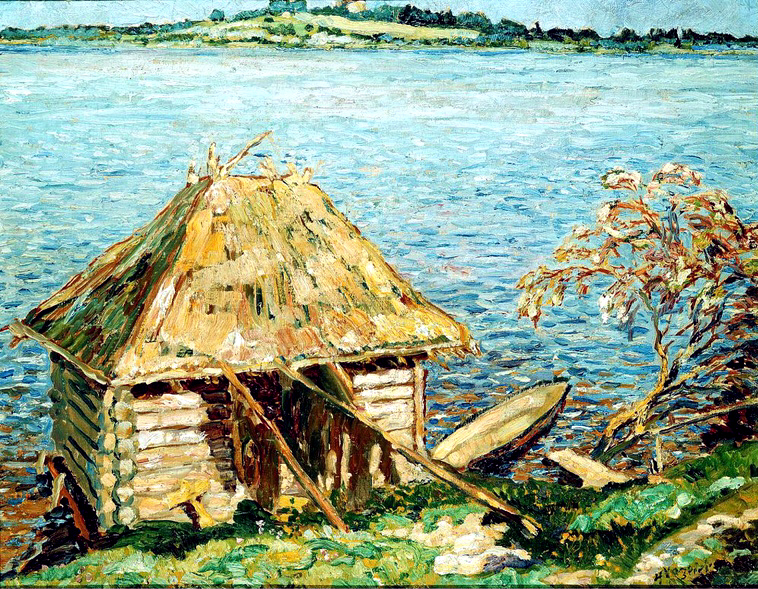
Bäuerliches Badehaus (1934/35)
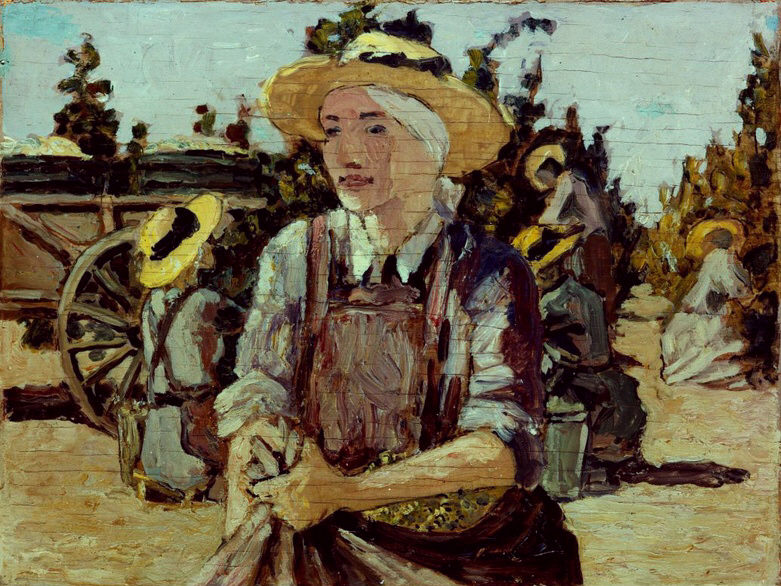
Bäuerin im Weingarten des Karl-Marx-Kolchos (1939/40)
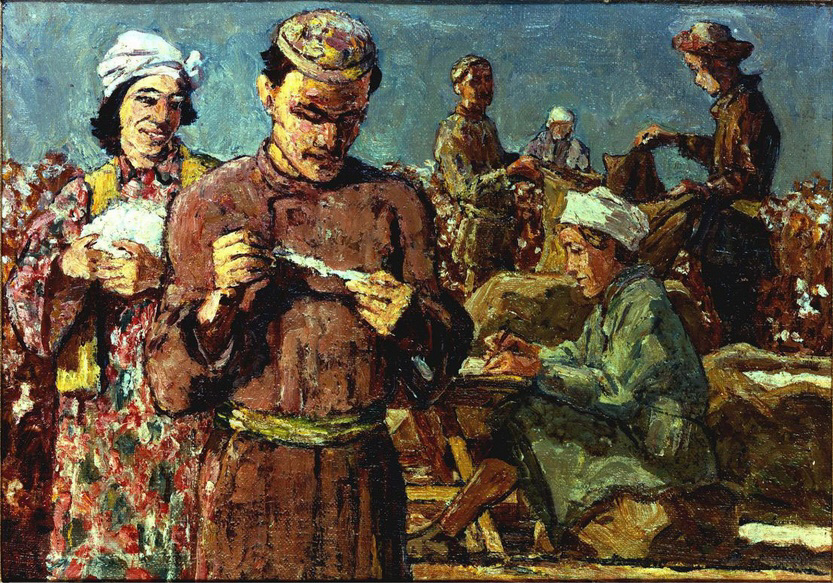
Usbekische Baumwollarbeiter (1940)
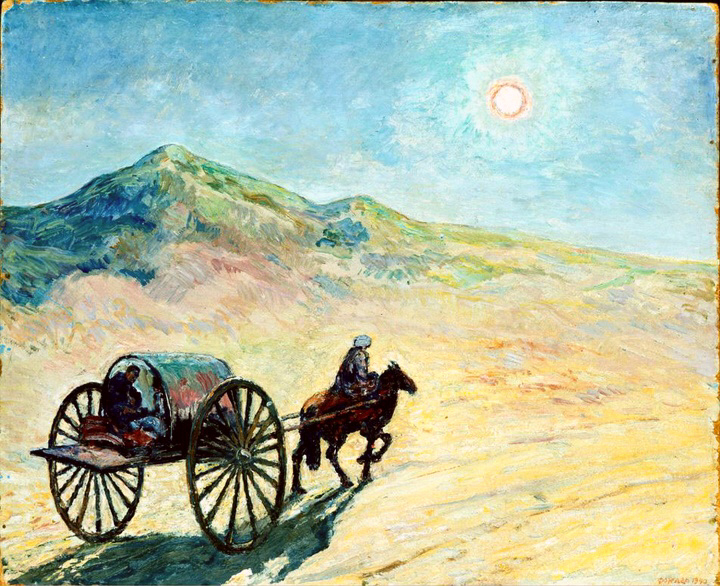
Mondnacht in der usbekischen Wüste (1940)
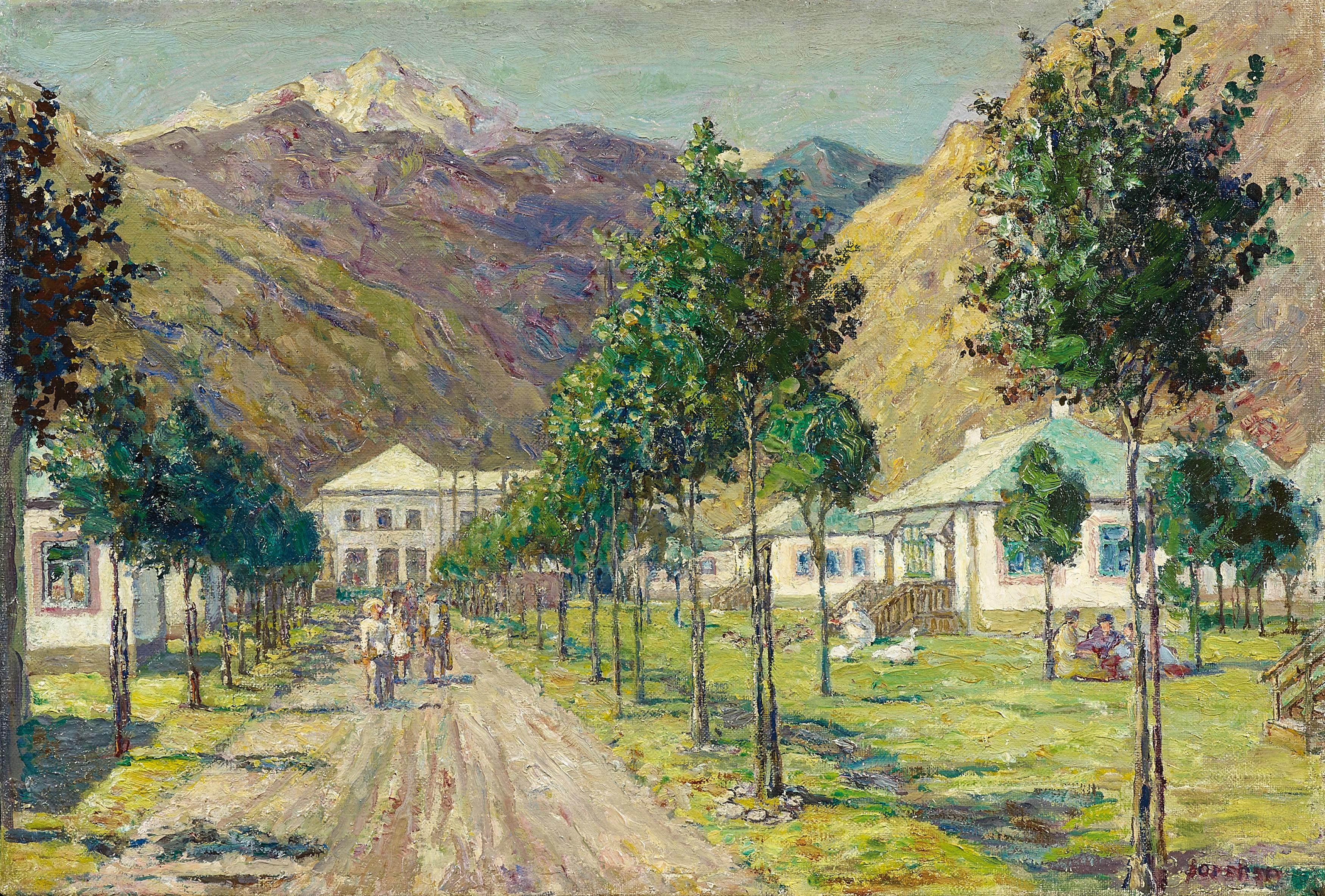
Tyrnyaus-Kombinat, Neues Städtchen in Kabardino, Balkarien (ca. 1940)

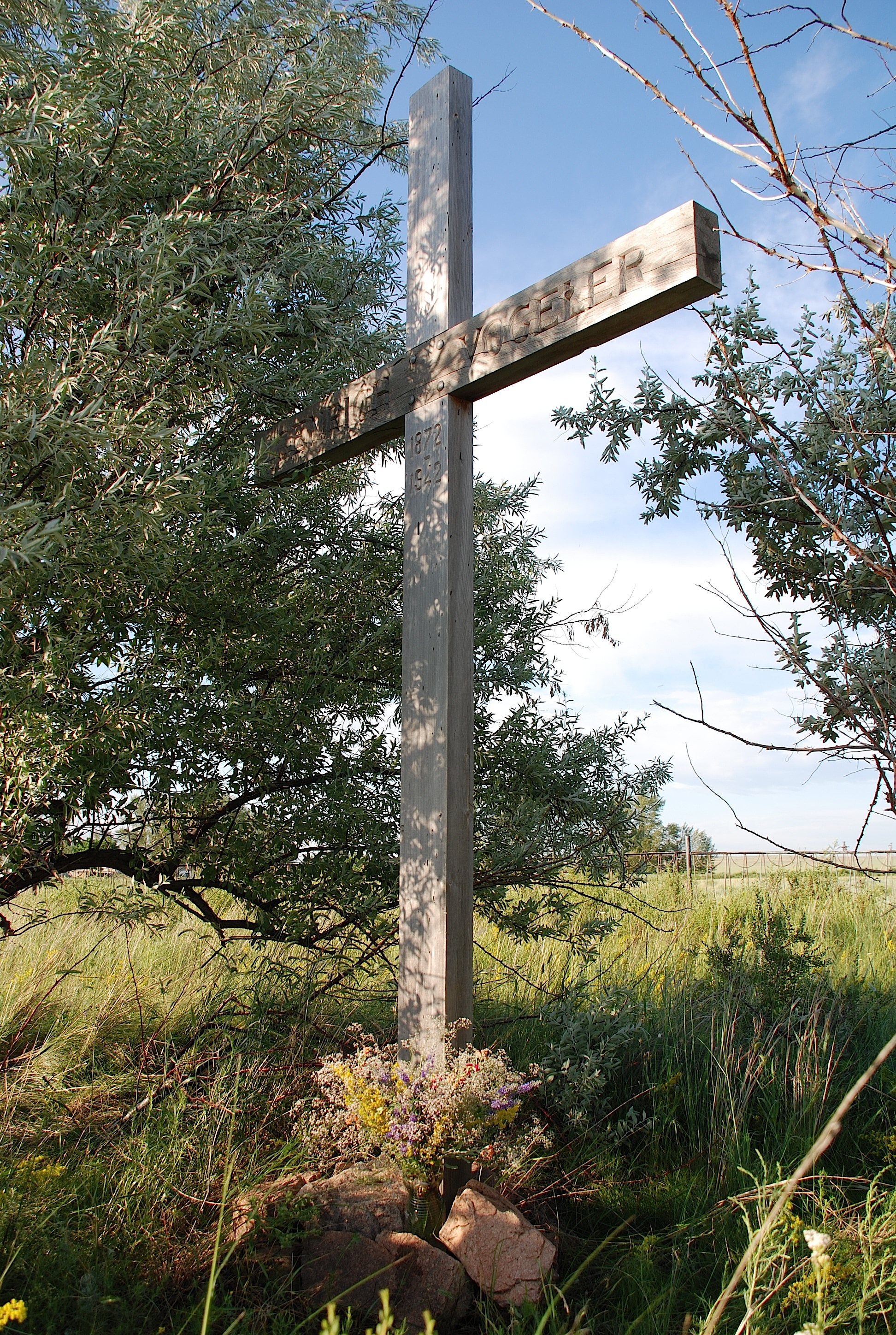
Cruz conmemorativa en Budyonny

## Muerte en Kazajistán
Cuando la Wehrmacht alemana invadió la Unión Soviética, Vogeler, como muchos otros artistas e intelectuales que habían emigrado a Alemania, fue evacuado a la fuerza de Moscú a Kazajistán por la NKVD en septiembre de 1941. Estaba en una lista especial de personas buscadas para ser ejecutadas por los nazis. A diferencia de él, su esposa divorciada Sonja y su hijo Jan tenían pasaportes soviéticos y, por lo tanto, no fueron evacuados, sino que ambos fueron reclutados para el Ejército Rojo. Después de un largo y arduo viaje, Vogeler llegó a la granja colectiva 1 de mayo en Korneyevka, distrito de Voroshilov, región de Karaganda, donde pasaría sus últimos meses. Tuvo que trabajar en la construcción en una presa hasta que sus fuerzas lo abandonaron. Su pensión ya no le alcanzaba, y para no pasar hambre, pidió comida a otros evacuados. Su amigo, el escritor Erich Weinert, transfirió dinero para su mantenimiento, lo que permitió a Vogeler pagar sus deudas. El 14 de junio de 1942 murió en el hospital de la granja colectiva de Budjonny, presuntamente a consecuencia de un problema de vejiga y de debilidad física. Su tumba es desconocida hasta el día de hoy.
En una exposición de Worpswede en 1989, se podía ver una foto que mostraba a su hijo Jan Vogeler, profesor de filosofía en Moscú, en una tumba honoraria instalada en 1986. En 1999, la ciudad de Karagandá dedicó un monumento a Vogeler.

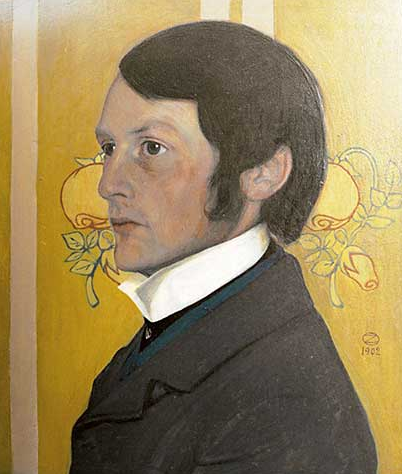
Oskar Zwintscher: Retrato de Heinrich Vogeler, 1901

## Legado

### Vogeler como víctima del sistema soviético
La investigación no proporciona una respuesta clara a la pregunta de si la Unión Soviética tenía un interés especial en perseguir al artista Vogeler. Lo único que está claro es que el sistema burocrático de la Unión Soviética no prestaba atención a los individuos. Se dice que Wilhelm Pieck trató de liberar a Vogeler de la deportación, a lo que se dice que Vogeler se negó con el argumento de que mientras todos los alemanes no fueran tratados por igual, no sería una opción para él. El sistema no permitía la solidaridad grupal porque los exiliados se encontraban dispersos a lo largo de miles de kilómetros.

### Memorias autobiográficas póstumas
El escritor y amigo Erich Weinert publicó la Autobiografía de Heinrich Vogeler, que había comenzado en Moscú y continuado en Kazajistán, en 1952, diez años después de su muerte de Vogeler. El deseo de Vogeler se puede leer en la introducción: "Quizás este libro llegue a las personas que están buscando un camino hacia una nueva vida y que reconozcan en mi historia los caminos falsos que ya no necesitaran recorrer ellos mismos".

### Percepciones

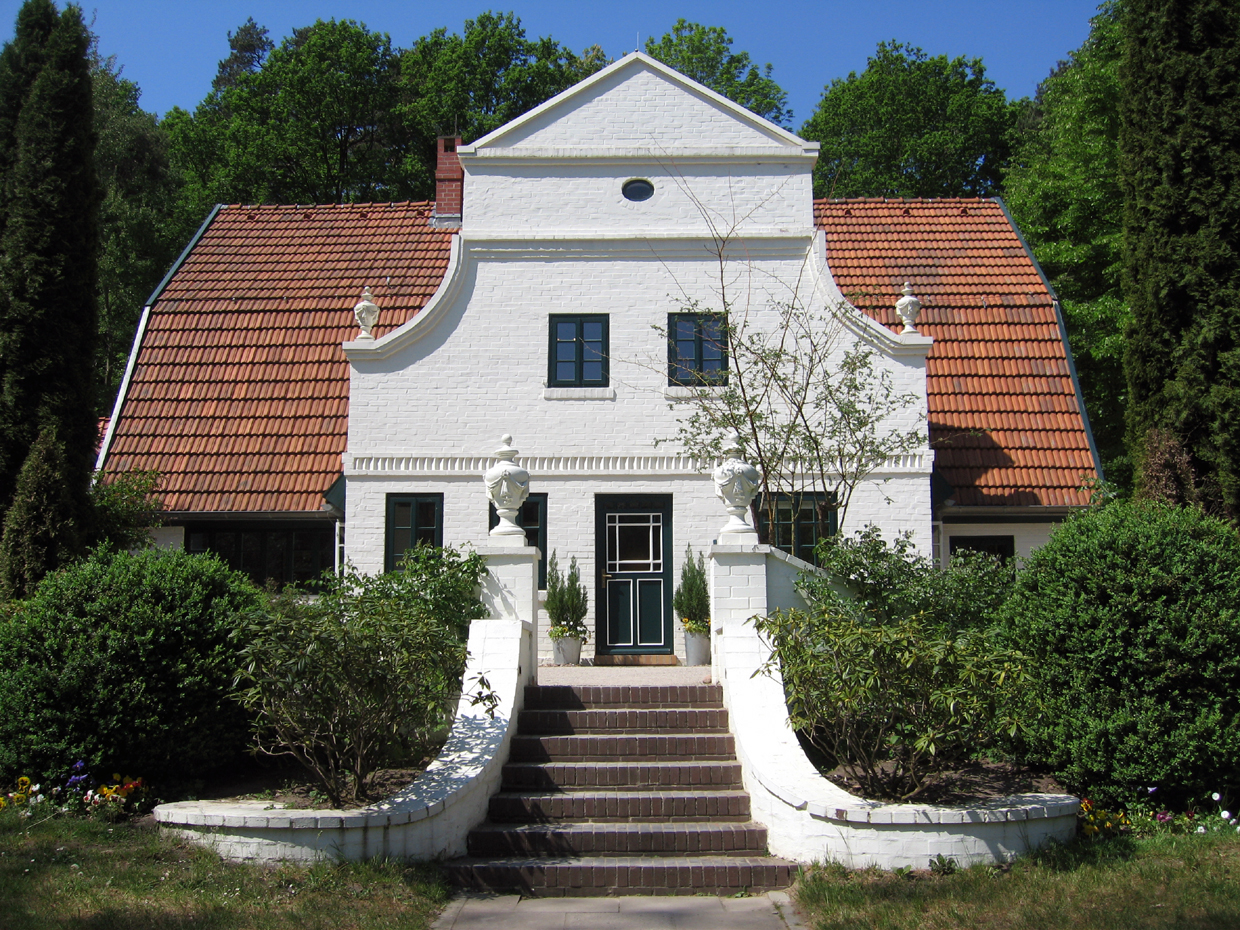
El Barkenhoff, hoy Museo Heinrich Vogeler

Paula Modersohn-Becker escribió a su madre en agosto de 1897: “Otra hora ayer con Vogeler. Esto es como siempre un regalo, como un bonito cuento de hadas. Es demasiado encantador para mirarlo con sus ojos soñadores. Nos mostró un cuadernillo de bocetos para aguafuertes desde sus inicios hasta ahora, con muchas cosas originales y bonitas.”
Autorretrato con gorro de tartán, 1909
Rainer Maria Rilke, Westerwede 1902: “Algunas portadas en el Insel, la decoración de un pequeño volumen de poemas de Bierbaum y la maravillosa decoración con la que rodeó el drama Der Kaiser und die Hexe de Hugo von Hofmannsthal confirman que su arte que parece cerrado y sin embargo es tan rico por dentro que ningún otro arte es adecuado para acompañar el curso de las letras nobles como un canto”.
“Vogeler fue el gran tolstoiano ingenuo entre los fríos burócratas; dejó su clase por culpa; nunca se le habría ocurrido criticar a la nueva clase; pensó que ya no tenía derecho a criticar; no rompió ningún juramento una vez que había jurado; obedeció hasta la inutilidad”. Gustav Regler en: La oreja de Malchus. Una historia de la vida, 1958.
El hijo de Heinrich Vogeler, Jan Vogeler, informó desde Moscú en 1972: "Cuando mi padre regresaba de uno de sus viajes por el gran país con cientos de bocetos y borradores, a menudo solía trabajar en nuestra pequeña 'dacha' cerca de Moscú y durante los descansos contaba sus experiencias, sobre personas interesantes que conoció en el camino. Al igual que sus dibujos, también lo eran sus relatos: claros, simples, pero ricos en imágenes y vivos, de modo que lo especial de las personas y las cosas me impresionó de inmediato”.
Elsemarie Maletzke en Die Zeit, 15/1998: «Diseñó las cortinas, el papel pintado, los muebles, los vasos y la cubertería. Cada silla estaba en su lugar previsto. Cada rosal del jardín conocía al Maestro. En el Barkenhoff, pintó, grabó, dibujó, escribió poesía y soñó: 'Algún día será...' Pero desafortunadamente todo resultó muy diferente. El Art Nouveau, que a fines del siglo XIX había desplazado al mohoso historicismo, se vio superado en unos pocos años. Vogeler pasó de moda.»

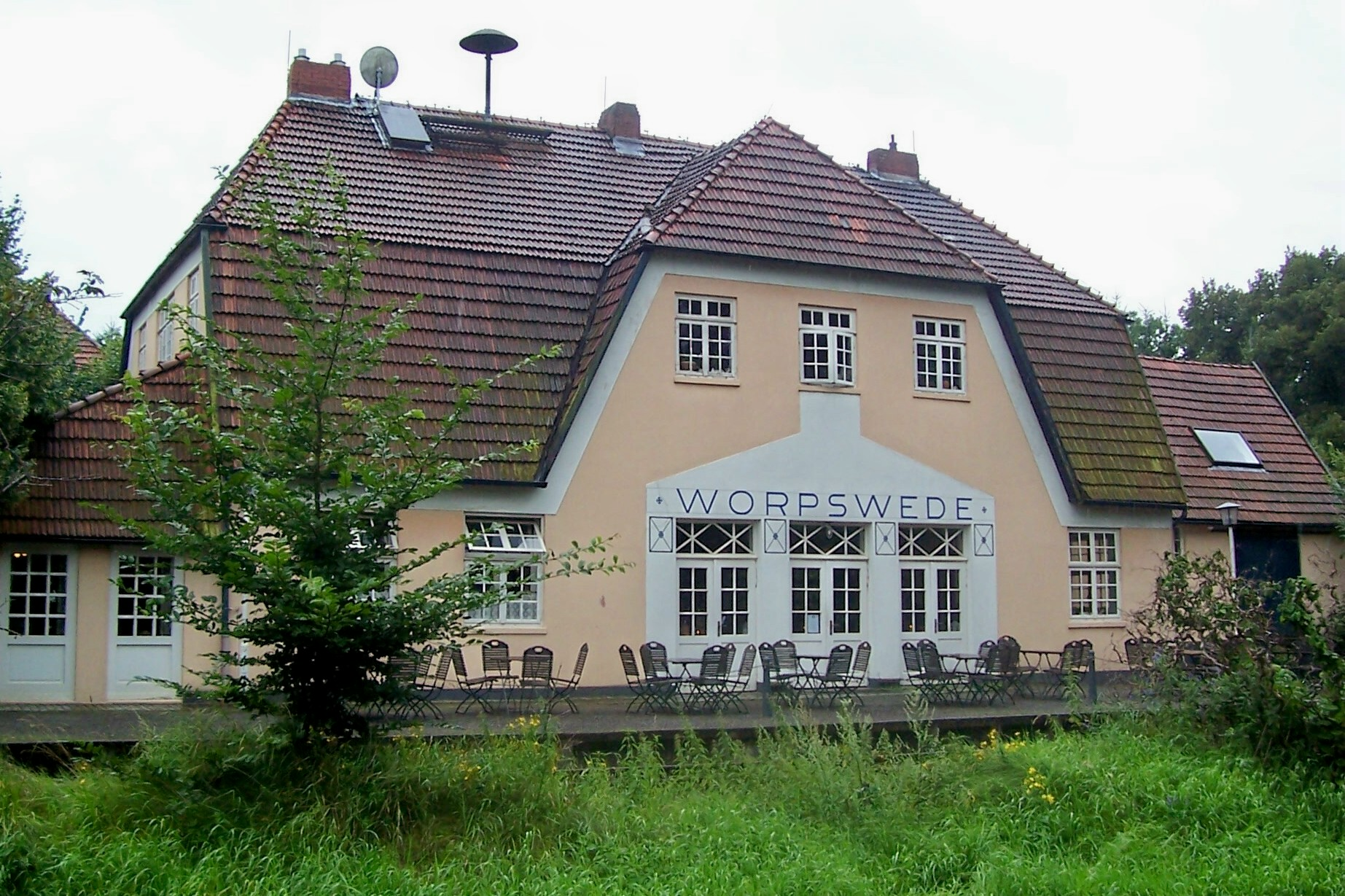
Estación de tren de Worpswede

## Museo, archivo y estación de tren de Worpswede
Una gran cantidad de obras de Vogeler se exponen permanentemente en el Barkenhoff, donde se inauguró el Museo Heinrich Vogeler después de la renovación y restauración del edificio el 12 de diciembre de 2004, y en Haus im Schluh en Worpswede muestran diferentes estilos. La tarde de verano se puede ver en el edificio Great Art Show en Worpswede, un edificio expresionista de la década de 1920 diseñado por el arquitecto Bernhard Hoetger.
La estación de Worpswede fue diseñada por Vogeler, inaugurada en 1910 y utilizada como estación hasta 1978. Hoy es un restaurante, parcialmente amueblado con muebles originales del artista.
Martha Vogeler entregó su colección de arte, libros y escritos al historiador de arte Hans-Herman Rief, que vivía en Haus im Schluh desde 1946. Él los convirtió en el "Archivo de Worpswede" y los incorporó a la Fundación Barkenhoff Worpswede en 1981. Además de las obras de arte y los escritos de Heinrich Vogeler, Rief agregó a la colección numerosas obras artísticas y patrimonios parciales de artistas de Worpswede de las siguientes generaciones y creó un extenso fondo de biblioteca.

## Obras literarias sobre Vogeler

### Teatro
En el año 2000, la obra Heinrich Eduardowitsch. Arqueología de un sueño fue estrenada en Visselhövede. El nombre "Heinrich Eduardowitsch" en el título se remonta al nombre del padre de Vogeler, que se llamaba Eduard; por lo que el artista se llamó a sí mismo en Rusia "Heinrich Eduardowitsch Vogeler". 
En 2003 le siguió Vogeler de Johann Kresnik en Bremen. 
El autor berlinés Christoph Klimke escribió el libreto de la obra coreográfica. Se basa en las cartas, testimonios, documentos y citas de Vogeler, así como en los testimonios de su hijo Jan, Paula Modersohn-Becker, Ludwig Roselius y otras personas relacionadas con el artista. Torsten Ranft desempeñó el papel principal y la bailarina Agniezka Samuel lo acompañó.
Peter von Becker escribió en el Tagesspiegel el 5 de febrero de 2008 sobre el estreno de la obra Künstler de Tankred Dorst en Bremen: “Tankred Dorst diseñó 22 escenas entre Worpswede, París, Bremen, Moscú y la estepa kazaja. Con su habitual mano ligera, narra su tema en rápida alternancia del íntimo esbozo poético y el cuadro rico en figuras: el fracaso estético, político, social de una gran utopía: la unidad del arte, el amor y la vida". Von Becker recordó como igual que la primera ronda de caballeros de la leyenda de Merlín, así disolvieron la comunidad de artistas de Worpswede.

### Novela sobre Vogeler
En 2015, Klaus Modick publicó la novela Concierto sin poeta sobre la vida de Vogeler en Worpswede y, en particular, su relación con Rainer Maria Rilke. El título de la novela hace referencia al cuadro Tarde de verano (El concierto). La novela tiene lugar en varios niveles de tiempo: el presente es el día en que Vogeler viaja a Oldenburg para aceptar el premio por esta pintura, en flashbacks recuerda los primeros encuentros con Rilke y su esposa Martha y los primeros años en Worpswede.